# Liste des matchs de l'équipe de Colombie de football par adversaire
Cette liste présente les matchs de l'équipe de Colombie de football par adversaire rencontré. Lorsqu'une rivalité footballistique particulière existe entre la Colombie et un autre pays, une page spécifique est parfois proposée.
- Haut – A
- B
- C
- D
- E
- F
- G
- H
- I
- J
- K
- L
- M
- N
- O
- P
- Q
- R
- S
- T
- U
- V
- W
- X
- Y
- Z

## A

### Afrique du Sud
Confrontations entre l'Afrique du Sud et la Colombie
|   | Date        | Lieu          | Match                     | Score | Compétition  |
| - | ----------- | ------------- | ------------------------- | ----- | ------------ |
| 1 | 27 mai 2010 | Johannesbourg | Afrique du Sud - Colombie | 1-2   | Match amical |

#### Bilan
- Total de matchs disputés : 1
- Victoires de l'Afrique du Sud : 0
- Matchs nuls : 0
- Victoires de la Colombie : 1

### Algérie
Confrontations entre l'Algérie et la Colombie :
|   | Date            | Lieu  | Match              | Score | Compétition  |
| - | --------------- | ----- | ------------------ | ----- | ------------ |
| 1 | 15 octobre 2019 | Lille | Algérie - Colombie | 3-0   | Match amical |

#### Bilan
Au 3 novembre 2019 :
- Total de matchs disputés : 1
- Victoires de la Colombie : 0
- Matchs nuls : 0
- Victoires de l'Algérie : 1
- Total de buts marqués par la Colombie : 0
- Total de buts marqués par l'Algérie : 3

### Allemagne
Confrontations entre la Colombie et l'Allemagne
|   | Date           | Lieu                  | Match                | Score | Compétition                    |
| - | -------------- | --------------------- | -------------------- | ----- | ------------------------------ |
| 1 | 19 juin 1990   | Milan                 | RFA - Colombie       | 1-1   | Coupe du monde 1990 (Groupe D) |
| 2 | 30 mai 1998    | Francfort-sur-le-Main | Allemagne - Colombie | 3-1   | Match amical                   |
| 3 | 9 février 1999 | Miami                 | Colombie - Allemagne | 3-3   | Match amical                   |
| 4 | 2 juin 2006    | Mönchengladbach       | Allemagne - Colombie | 3-0   | Match amical                   |
| 5 | 20 juin 2023   | Gelsenkirchen         | Allemagne - Colombie | 0-2   | Match amical                   |

#### Bilan
- Total de matchs disputés : 4[2]
- Victoires de l'équipe d'Allemagne : 2
- Matchs nuls : 2
- Victoires de l'équipe de Colombie : 2
- Total de buts marqués par l'équipe d'Allemagne : 10
- Total de buts marqués par  l'équipe de Colombie : 7

### Allemagne de l'Est
Confrontations entre l'Allemagne de l'Est et la Colombie
|   | Date            | Lieu   | Match          | Score | Compétition  |
| - | --------------- | ------ | -------------- | ----- | ------------ |
| 1 | 15 février 1973 | Bogota | Colombie - RDA | 0-2   | Match amical |

#### Bilan
- Total de matchs disputés : 1
- Victoires de l'Allemagne de l'Est : 1
- Matchs nuls : 0
- Victoires de la Colombie : 0

### Angleterre
Confrontations entre l'Angleterre et la Colombie
|   | Date             | Lieu     | Match                 | Score     | Compétition                              |
| - | ---------------- | -------- | --------------------- | --------- | ---------------------------------------- |
| 1 | 20 mai 1970      | Bogota   | Colombie - Angleterre | 0-4       | Match amical                             |
| 2 | 24 mai 1988      | Londres  | Angleterre - Colombie | 1-1       | Match amical                             |
| 3 | 6 septembre 1995 | Londres  | Angleterre - Colombie | 0-0       | Match amical                             |
| 4 | 26 juin 1998     | Lens     | Colombie - Angleterre | 0-2       | Coupe du monde 1998 (Groupe G)           |
| 5 | 31 mai 2005      | New York | Colombie - Angleterre | 2-3       | Match amical                             |
| 6 | 2 juillet 2018   | Moscou   | Colombie - Angleterre | 1-1 (tab) | Coupe du monde 2018 (Huitième de finale) |

#### Bilan
- Total de matchs disputés : 6
- Victoires de l'équipe d'Angleterre : 4
- Victoires de l'équipe de Colombie : 0
- Matchs nuls : 2

### Arabie saoudite
Confrontations entre l'Arabie saoudite et la Colombie
|   | Date            | Lieu    | Match                      | Score | Compétition  |
| - | --------------- | ------- | -------------------------- | ----- | ------------ |
| 1 | 6 février 1994  | Djeddah | Arabie saoudite - Colombie | 1-1   | Match amical |
| 2 | 10 février 1994 | Djeddah | Arabie saoudite - Colombie | 0-1   | Match amical |
| 3 | 5 juin 2022     | Murcie  | Arabie saoudite - Colombie | 0-1   | Match amical |

#### Bilan
- Total de matchs disputés : 3
- Victoires de l'équipe d'Arabie saoudite : 0
- Victoires de l'équipe de Colombie : 2
- Matchs nuls : 1

### Argentine
Confrontations entre l'Argentine et la Colombie
|    | Date              | Lieu                    | Match                | Score             | Compétition                                                                |
| -- | ----------------- | ----------------------- | -------------------- | ----------------- | -------------------------------------------------------------------------- |
| 1  | 7 février 1945    | Santiago                | Argentine - Colombie | 3-0               | Copa América 1945                                                          |
| 2  | 18 décembre 1947  | Guayaquil               | Argentine - Colombie | 6-0               | Copa América 1947                                                          |
| 3  | 13 mars 1957      | Lima                    | Argentine - Colombie | 6-2               | Copa América 1957                                                          |
| 4  | 10 mars 1963      | Cochabamba              | Argentine - Colombie | 4-2               | Copa América 1963                                                          |
| 5  | 22 juin 1972      | Profesor Salvador Mazza | Argentine - Colombie | 4-1               | Match amical                                                               |
| 6  | 24 août 1984      | Bogota                  | Colombie - Argentine | 1-0               | Match amical                                                               |
| 7  | 2 juin 1985       | Bogota                  | Colombie - Argentine | 1-3               | Qualifications CdM 1986                                                    |
| 8  | 16 juin 1985      | Buenos Aires            | Argentine - Colombie | 1-0               | Qualifications CdM 1986                                                    |
| 9  | 11 juillet 1987   | Buenos Aires            | Colombie - Argentine | 2-1               | Copa América 1987                                                          |
| 10 | 9 mars 1989       | Barranquilla            | Colombie - Argentine | 1-0               | Match amical                                                               |
| 11 | 21 juillet 1991   | Santiago                | Argentine - Colombie | 2-1               | Copa América 1991                                                          |
| 12 | 23 juin 1993      | Guayaquil               | Argentine - Colombie | 1-1               | Copa América 1993                                                          |
| 13 | 1er juillet 1993  | Guayaquil               | Colombie - Argentine | 0-0 a.p., 5-6 tab | Copa América 1993                                                          |
| 14 | 15 août 1993      | Barranquilla            | Colombie - Argentine | 2-1               | Qualifications CdM 1994                                                    |
| 15 | 5 septembre 1993  | Buenos Aires            | Argentine - Colombie | 0-5               | Qualifications CdM 1994                                                    |
| 16 | 11 octobre 1995   | Buenos Aires            | Argentine - Colombie | 0-0               | Match amical                                                               |
| 17 | 12 février 1997   | Barranquilla            | Colombie - Argentine | 0-1               | Qualifications CdM 1998                                                    |
| 18 | 16 novembre 1997  | Buenos Aires            | Argentine - Colombie | 1-1               | Qualifications CdM 1998                                                    |
| 19 | 4 juillet 1999    | Luque                   | Argentine - Colombie | 0-3               | Copa América 1999                                                          |
| 20 | 13 octobre 1999   | La Plata                | Argentine - Colombie | 2-1               | Match amical                                                               |
| 21 | 29 juin 2000      | Bogota                  | Colombie - Argentine | 1-3               | Qualifications CdM 2002                                                    |
| 22 | 3 juin 2001       | Buenos Aires            | Argentine - Colombie | 3-0               | Qualifications CdM 2002                                                    |
| 23 | 19 novembre 2003  | Barranquilla            | Colombie - Argentine | 1-1               | Qualifications CdM 2006                                                    |
| 24 | 27 juin 2004      | Miami                   | Argentine - Colombie | 0-2               | Match amical                                                               |
| 25 | 20 juillet 2004   | Lima                    | Argentine - Colombie | 3-0               | Copa América 2004                                                          |
| 26 | 30 mars 2005      | Buenos Aires            | Argentine - Colombie | 0-1               | Qualifications CdM 2006                                                    |
| 27 | 2 juillet 2007    | Maracaibo               | Argentine - Colombie | 4-2               | Copa América 2007                                                          |
| 28 | 20 novembre 2007  | Bogota                  | Colombie - Argentine | 2-1               | Qualifications CdM 2010                                                    |
| 29 | 6 juin 2009       | Buenos Aires            | Argentine - Colombie | 1-0               | Qualifications CdM 2010                                                    |
| 30 | 6 juillet 2011    | Córdoba                 | Argentine - Colombie | 0-0               | Copa América 2011                                                          |
| 31 | 15 novembre 2011  | Barranquilla            | Colombie - Argentine | 1-2               | Éliminatoires de la Coupe du monde de football 2014 : zone Amérique du Sud |
| 32 | 7 juin 2013       | Buenos Aires            | Argentine - Colombie | 0-0               | Éliminatoires de la Coupe du monde de football 2014 : zone Amérique du Sud |
| 33 | 26 juin 2015      | Viña del Mar            | Argentine - Colombie | 0-0 (tab : 5-4)   | Copa América 2015 (quart de finale)                                        |
| 34 | 17 novembre 2015  | Barranquilla            | Colombie - Argentine | 0-1               | Éliminatoires de la Coupe du monde de football 2018 : zone Amérique du Sud |
| 35 | 16 novembre 2016  | San Juan                | Argentine - Colombie | 3-0               | Éliminatoires de la Coupe du monde de football 2018 : zone Amérique du Sud |
| 36 | 11 septembre 2018 | East Rutherford         | Colombie - Argentine | 0-0               | Match amical                                                               |
| 37 | 15 juin 2019      | Salvador                | Argentine - Colombie | 0-2               | Copa América 2019 (gr. B)                                                  |
| 38 | 8 juin 2021       | Barranquilla            | Colombie - Argentine | 2-2               | Éliminatoires de la Coupe du monde de football 2022 : zone Amérique du Sud |
| 39 | 6 juillet 2021    | Brasília                | Argentine - Colombie | 1-1 (3-2)         | Copa america 2021 (Demi finale)                                            |
| 40 | 1 Février 2022    | Córdoba                 | Argentine - Colombie | 1-0               | Éliminatoires de la Coupe du monde de football 2022 : zone Amérique du Sud |
| 41 | 10 Juillet 2024   | Miami Gardens           | Argentine - Colombie | 1-0 ap            | Copa América 2024 (finale)                                                 |
| 42 | 10 Septembre 2024 | Barranquilla            | Colombie - Argentine | 2-1               | FIFA 2026 Qualification                                                    |
| 43 | 10 Juin 2025      | La Plata                | Argentine - Colombie | 1-1               | FIFA 2026 Qualification                                                    |

#### Bilan
- Total de matchs disputés : 43
- Victoires de l'équipe d'Argentine : 25
- Victoires de l'équipe de Colombie : 13
- Matchs nuls :10

- Total de buts marqués par l'équipe de Colombie : 42
- Total de buts marqués par l'équipe d'Argentine : 72

### Australie
Confrontations entre l'Australie et la Colombie
|   | Date            | Lieu     | Match                | Score | Compétition  |
| - | --------------- | -------- | -------------------- | ----- | ------------ |
| 1 | 7 février 1995  | Brisbane | Australie - Colombie | 0-0   | Match amical |
| 2 | 11 février 1995 | Sydney   | Australie - Colombie | 0-1   | Match amical |
| 3 | 28 février 2001 | Bogota   | Colombie - Australie | 3-2   | Match amical |
| 4 | 27 mars 2018    | Londres  | Colombie - Australie | 0-0   | Match amical |

#### Bilan
- Total de matchs disputés : 4
- Victoires de l'équipe d'Australie : 0
- Victoires de l'équipe de Colombie : 2
- Matchs nuls : 2

## B

### Bahreïn

#### Confrontations
Confrontations entre Bahreïn et la Colombie en matchs officiels.
|   | Date         | Lieu  | Match              | Score | Compétition  |
| - | ------------ | ----- | ------------------ | ----- | ------------ |
| 1 | 26 mars 2015 | Riffa | Bahreïn - Colombie | 0-6   | Match amical |

#### Bilan
- Total de matchs disputés : 1
- Victoires de la Colombie : 1
- Victoires de Bahreïn : 0
- Matchs nuls : 0
- Total de buts marqués par la Colombie : 6
- Total de buts marqués par Bahreïn : 0

### Belgique

#### Confrontations
Confrontations entre la Belgique et la Colombie en matchs officiels.
|   | Date             | Lieu      | Match               | Score | Compétition  |
| - | ---------------- | --------- | ------------------- | ----- | ------------ |
| 1 | 3 juin 1998      | Bruxelles | Belgique - Colombie | 2-0   | Match amical |
| 2 | 14 novembre 2013 | Bruxelles | Belgique - Colombie | 0-2   | Match amical |

#### Bilan
- Total de matchs disputés : 2
- Victoires de la Colombie : 1
- Victoires de la Belgique : 1
- Matchs nuls : 0
- Total de buts marqués par la Colombie : 2
- Total de buts marqués par la Belgique : 2

### Bolivie

#### Confrontations
Confrontations entre la Bolivie et la Colombie en matchs officiels.
|    | Date              | Lieu           | Match              | Score | Compétition                                                                      |
| -- | ----------------- | -------------- | ------------------ | ----- | -------------------------------------------------------------------------------- |
| 1  | 16 août 1938      | Bogota         | Colombie - Bolivie | 1-2   | Match amical                                                                     |
| 2  | 21 février 1945   | Santiago       | Colombie - Bolivie | 3-3   | Championnat sud-américain de football de 1945                                    |
| 3  | 13 décembre 1947  | Guayaquil      | Colombie - Bolivie | 0-0   | Championnat sud-américain de football de 1947                                    |
| 4  | 6 mai 1949        | Rio de Janeiro | Colombie - Bolivie | 0-4   | Championnat sud-américain de football de 1949                                    |
| 5  | 17 mars 1963      | Cochabamba     | Bolivie - Colombie | 2-1   | Championnat sud-américain de football de 1963                                    |
| 6  | 14 août 1983      | La Paz         | Bolivie - Colombie | 0-1   | Copa América 1983 (gr. C)                                                        |
| 7  | 31 août 1983      | Bogota         | Colombie - Bolivie | 2-2   | Copa América 1983 (gr. C)                                                        |
| 8  | 1er juillet 1987  | Rosario        | Colombie - Bolivie | 2-0   | Copa América 1987 (gr. C)                                                        |
| 9  | 11 juillet 1991   | Viña del Mar   | Bolivie - Colombie | 0-0   | Copa América 1991 (gr. B)                                                        |
| 10 | 20 juin 1993      | Machala        | Bolivie - Colombie | 1-1   | Copa América 1993 (gr. C)                                                        |
| 11 | 20 février 1994   | Miami          | Colombie - Bolivie | 2-0   | Match amical                                                                     |
| 12 | 7 avril 1994      | Villavicencio  | Colombie - Bolivie | 0-1   | Match amical                                                                     |
| 13 | 28 mars 1996      | Medellín       | Colombie - Bolivie | 4-1   | Match amical                                                                     |
| 14 | 10 novembre 1996  | La Paz         | Bolivie - Colombie | 2-2   | Qualification pour la Coupe du monde 1998 : zone Amérique du Sud                 |
| 15 | 21 juin 1997      | La Paz         | Bolivie - Colombie | 2-1   | Copa América 1997 (quart de finale)                                              |
| 16 | 28 août 1997      | Barranquilla   | Colombie - Bolivie | 3-0   | Qualification pour la Coupe du monde 1998 : zone Amérique du Sud                 |
| 17 | 26 avril 2000     | La Paz         | Bolivie - Colombie | 1-1   | Tours préliminaires à la Coupe du monde de football 2002 : zone Amérique du Sud  |
| 18 | 27 mars 2001      | Bogota         | Colombie - Bolivie | 2-0   | Tours préliminaires à la Coupe du monde de football 2002 : zone Amérique du Sud  |
| 19 | 10 septembre 2003 | La Paz         | Bolivie - Colombie | 4-0   | Phase qualificative de la Coupe du monde de football 2006 : zone Amérique du Sud |
| 20 | 9 juillet 2004    | Lima           | Colombie - Bolivie | 1-0   | Copa América 2004 (gr. A)                                                        |
| 21 | 17 novembre 2004  | Barranquilla   | Colombie - Bolivie | 3-0   | Phase qualificative de la Coupe du monde de football 2006 : zone Amérique du Sud |
| 22 | 17 octobre 2007   | La Paz         | Bolivie - Colombie | 0-0   | Éliminatoires de la Coupe du monde de football 2010 : zone Amérique du Sud       |
| 23 | 28 mars 2009      | Bogota         | Colombie - Bolivie | 2-0   | Éliminatoires de la Coupe du monde de football 2010 : zone Amérique du Sud       |
| 24 | 11 août 2010      | La Paz         | Bolivie - Colombie | 1-1   | Match amical                                                                     |
| 25 | 10 juillet 2011   | Santa Fe       | Colombie - Bolivie | 2-0   | Copa América 2011 (gr. A)                                                        |
| 26 | 11 octobre 2011   | La Paz         | Bolivie - Colombie | 1-2   | Éliminatoires de la Coupe du monde de football 2014 : zone Amérique du Sud       |
| 27 | 22 mars 2013      | Barranquilla   | Colombie - Bolivie | 5-0   | Éliminatoires de la Coupe du monde de football 2014 : zone Amérique du Sud       |
| 28 | 24 mars 2016      | La Paz         | Bolivie - Colombie | 2-3   | Éliminatoires de la Coupe du monde de football 2018 : zone Amérique du Sud       |
| 29 | 23 mars 2017      | Barranquilla   | Colombie - Bolivie | 1-0   | Éliminatoires de la Coupe du monde de football 2018 : zone Amérique du Sud       |
| 30 | 2 septembre 2021  | La Paz         | Bolivie - Colombie | 1-1   | Éliminatoires de la Coupe du monde de football 2022 : zone Amérique du Sud       |
| 31 | 24 mars 2022      | Barranquilla   | Colombie - Bolivie | 3–0   | Éliminatoires de la Coupe du monde de football 2022 : zone Amérique du Sud       |
| 32 | 15 juin 2024      | East Hartford  | Colombie - Bolivie | 3-0   | Match amical                                                                     |
| 33 | 10 Octobre 2024   | La Paz         | Bolivie - Colombie | 1-0   | FIFA 2026 Qualification                                                          |
| 34 | 9 Septembre 2025  | Barranquilla   | Colombie - Bolivie |       | FIFA 2026 Qualification                                                          |

#### Bilan
- Total de matchs disputés : 33
- Victoires de la Colombie : 21
- Victoires de la Bolivie : 8
- Matchs nuls : 10
- Total de buts marqués par la Colombie : 51
- Total de buts marqués par la Bolivie : 31

### Brésil
Confrontations entre le Brésil et la Colombie
|    | Date             | Lieu              | Match             | Score | Compétition                                                                |
| -- | ---------------- | ----------------- | ----------------- | ----- | -------------------------------------------------------------------------- |
| 1  | 21 janvier 1945  | Santiago          | Brésil - Colombie | 3-0   | Copa América 1945                                                          |
| 2  | 17 avril 1949    | São Paulo         | Brésil - Colombie | 5-0   | Copa América 1949                                                          |
| 3  | 24 mars 1957     | Lima              | Brésil - Colombie | 6-0   | Copa América 1957                                                          |
| 4  | 14 mars 1963     | La Paz            | Brésil - Colombie | 5-1   | Copa América 1963                                                          |
| 5  | 6 août 1969      | Bogota            | Colombie - Brésil | 0-2   | Qualifications CdM 1970                                                    |
| 6  | 21 août 1969     | Rio de Janeiro    | Brésil - Colombie | 6-2   | Qualifications CdM 1970                                                    |
| 7  | 20 février 1977  | Bogota            | Colombie - Brésil | 0-0   | Qualifications CdM 1978                                                    |
| 8  | 9 mars 1977      | Rio de Janeiro    | Brésil - Colombie | 6-0   | Qualifications CdM 1978                                                    |
| 9  | 1er février 1981 | Bogota            | Colombie - Brésil | 1-1   | Match amical                                                               |
| 10 | 25 avril 1985    | Belo Horizonte    | Brésil - Colombie | 2-1   | Match amical                                                               |
| 11 | 15 mai 1985      | Bogota            | Colombie - Brésil | 1-0   | Match amical                                                               |
| 12 | 7 juillet 1989   | Salvador de Bahia | Brésil - Colombie | 0-0   | Copa América 1989                                                          |
| 13 | 13 juillet 1991  | Viña del Mar      | Brésil - Colombie | 0-2   | Copa América 1991                                                          |
| 14 | 19 juillet 1991  | Santiago          | Brésil - Colombie | 2-0   | Copa América 1991                                                          |
| 15 | 13 juillet 1995  | Rivera            | Brésil - Colombie | 3-0   | Copa América 1995                                                          |
| 16 | 20 décembre 1995 | Manaus            | Brésil - Colombie | 3-1   | Match amical                                                               |
| 17 | 19 juin 1997     | Santa Cruz        | Brésil - Colombie | 2-0   | Copa América 1997                                                          |
| 18 | 28 mars 2000     | Bogota            | Colombie - Brésil | 0-0   | Qualifications CdM 2002                                                    |
| 19 | 15 novembre 2000 | São Paulo         | Brésil - Colombie | 1-0   | Qualifications CdM 2002                                                    |
| 20 | 9 juillet 2003   | Miami             | Colombie - Brésil | 0-2   | Gold Cup 2003                                                              |
| 21 | 7 septembre 2003 | Barranquilla      | Colombie - Brésil | 1-2   | Qualifications CdM 2006                                                    |
| 22 | 13 octobre 2004  | Maceió            | Brésil - Colombie | 0-0   | Qualifications CdM 2006                                                    |
| 23 | 14 octobre 2007  | Bogota            | Colombie - Brésil | 0-0   | Qualifications CdM 2010                                                    |
| 24 | 15 octobre 2008  | Rio de Janeiro    | Brésil - Colombie | 0-0   | Qualifications CdM 2010                                                    |
| 25 | 4 juillet 2014   | Fortaleza         | Brésil - Colombie | 2-1   | Coupe du monde 2014 (1/4 de finale)                                        |
| 26 | 5 juillet 2014   | Miami Gardens     | Brésil - Colombie | 1-0   | Match amical                                                               |
| 27 | 17 juin 2015     | Santiago          | Brésil - Colombie | 0-1   | Copa América 2015 (gr. C)                                                  |
| 28 | 6 septembre 2016 | Manaus            | Brésil - Colombie | 2-1   | Éliminatoires de la Coupe du monde de football 2018 : zone Amérique du Sud |
| 29 | 25 janvier 2017  | Rio de Janeiro    | Brésil - Colombie | 1-0   | Match amical                                                               |
| 30 | 5 septembre 2017 | Barranquilla      | Colombie - Brésil | 0-0   | Éliminatoires de la Coupe du monde de football 2018 : zone Amérique du Sud |
| 31 | 6 septembre 2019 | Miami             | Brésil - Colombie | 2-2   | Match amical                                                               |
| 33 | 24 juin 2021     | Rio de Janeiro    | Brésil - Colombie | 2-1   | Coppa america 2021 (Groupe B )                                             |
| 32 | 11 octobre 2021  | Barranquilla      | Colombie - Brésil | 0-0   | FIFA 2022 Éliminatoire                                                     |
| 33 | 11 novembre 2021 | São Paulo         | Brésil - Colombie | 1-0   | FIFA 2022 Éliminatoire                                                     |
| 34 | 17 Novembre 2023 | Barranquilla      | Colombie - Brésil | 2-1   | FIFA 2026 Éliminatoire                                                     |
| 35 | 2 juillet 2024   | Californie        | Brésil - Colombie | 1-1   | Copa America 2024 (Gr.D)                                                   |
| 36 | 20 Mars 2025     | Rio de Janeiro    | Brésil - Colombie | 2-1   | FIFA 2026 Éliminatoire                                                     |

#### Bilan
- Total de matchs disputés : 38
- Victoires de l'équipe du Brésil : 24
- Matchs nuls : 12
- Victoires de l'équipe de Colombie :7

## C

### Cameroun
Confrontations entre le Cameroun et la Colombie
|   | Date            | Lieu         | Match               | Score  | Compétition                                 |
| - | --------------- | ------------ | ------------------- | ------ | ------------------------------------------- |
| 1 | 23 juin 1990    | Naples       | Cameroun - Colombie | 2-1 ap | Coupe du monde 1990 (1/8 finale)            |
| 2 | 28 juin 2003    | Lyon         | Cameroun - Colombie | 1-0    | Coupe des confédérations 1999 (Demi-finale) |
| 3 | 16 octobre 2012 | Barranquilla | Colombie - Cameroun | 3-0    | Match amical                                |
| 4 | 13 juin 2017    | Getafe       | Colombie - Cameroun | 4-0    | Match amical                                |

Bilan
- Total de matchs disputés : 4
- Victoire de l'équipe du Cameroun : 2
- Victoire de l'équipe de Colombie : 2
- Match nul : 0

### Canada
Confrontations entre le Canada et la Colombie
|   | Date            | Lieu        | Match             | Score | Compétition            |
| - | --------------- | ----------- | ----------------- | ----- | ---------------------- |
| 1 | 30 mars 1988    | Armenia     | Colombie - Canada | 3-0   | Match amical           |
| 2 | 27 février 2000 | Los Angeles | Colombie - Canada | 0-2   | Gold Cup 2000 (finale) |
| 3 | 14 octobre 2014 | Harrison    | Colombie - Canada | 1-0   | Match amical           |

#### Bilan
- Total de matchs disputés : 3
- Victoires de l'équipe du Canada : 1
- Victoires de l'équipe de Colombie : 2
- Matchs nuls : 0

### Chili

#### Confrontations
Confrontations entre le Chili et la Colombie en matchs officiels.
|    | Date               | Lieu           | Match            | Score           | Compétition                                                                      |
| -- | ------------------ | -------------- | ---------------- | --------------- | -------------------------------------------------------------------------------- |
| 1  | 31 janvier 1945    | Santiago       | Chili - Colombie | 2-0             | Championnat sud-américain de football de 1945                                    |
| 2  | 29 décembre 1947   | Guayaquil      | Chili - Colombie | 4-1             | Championnat sud-américain de football de 1947                                    |
| 3  | 20 avril 1949      | Rio de Janeiro | Colombie - Chili | 1-1             | Championnat sud-américain de football de 1949                                    |
| 4  | 21 mars 1957       | Lima           | Chili - Colombie | 3-2             | Championnat sud-américain de football de 1957                                    |
| 5  | 1er août 1965      | Santiago       | Chili - Colombie | 7-2             | Tours préliminaires à la Coupe du monde de football 1966 : zone Amérique du Sud  |
| 6  | 7 août 1965        | Barranquilla   | Colombie - Chili | 2-0             | Tours préliminaires à la Coupe du monde de football 1966 : zone Amérique du Sud  |
| 7  | 30 novembre 1966   | Santiago       | Chili - Colombie | 5-2             | Championnat sud-américain de football de 1967 (tour préliminaire)                |
| 8  | 11 décembre 1966   | Bogota         | Colombie - Chili | 0-0             | Championnat sud-américain de football de 1967 (tour préliminaire)                |
| 9  | 15 juin 1969       | Bogota         | Colombie - Chili | 0-0             | Match amical                                                                     |
| 10 | 15 août 1979       | Bogota         | Colombie - Chili | 1-0             | Copa América 1979 (gr. A)                                                        |
| 11 | 5 septembre 1979   | Santiago       | Chili - Colombie | 2-0             | Copa América 1979 (gr. A)                                                        |
| 12 | 10 mars 1981       | Santiago       | Chili - Colombie | 1-0             | Match amical                                                                     |
| 13 | 19 mars 1981       | Bogota         | Colombie - Chili | 1-2             | Match amical                                                                     |
| 14 | 14 juillet 1983    | Bogota         | Colombie - Chili | 2-2             | Match amical                                                                     |
| 15 | 21 février 1985    | Santiago       | Chili - Colombie | 1-1             | Match amical                                                                     |
| 16 | 8 juillet 1987     | Córdoba        | Chili - Colombie | 2-1 (ap)        | Copa América 1987 (demi-finale)                                                  |
| 17 | 5 février 1989     | Bogota         | Colombie - Chili | 1-0             | Match amical                                                                     |
| 18 | 17 juillet 1991    | Santiago       | Chili - Colombie | 1-1             | Copa América 1991 (tour final)                                                   |
| 19 | 30 mai 1993        | Santiago       | Chili - Colombie | 1-1             | Match amical                                                                     |
| 20 | 6 juin 1993        | Bogota         | Colombie - Chili | 1-0             | Match amical                                                                     |
| 21 | 1er septembre 1996 | Barranquilla   | Colombie - Chili | 4-1             | Qualification pour la Coupe du monde 1998 : zone Amérique du Sud                 |
| 22 | 5 juillet 1997     | Santiago       | Chili - Colombie | 4-1             | Qualification pour la Coupe du monde 1998 : zone Amérique du Sud                 |
| 23 | 22 avril 1998      | Santiago       | Chili - Colombie | 2-2             | Match amical                                                                     |
| 24 | 11 juillet 1999    | Luque          | Chili - Colombie | 3-2             | Copa América 1999 (quart de finale)                                              |
| 25 | 2 septembre 2000   | Santiago       | Chili - Colombie | 0-1             | Tours préliminaires à la Coupe du monde de football 2002 : zone Amérique du Sud  |
| 26 | 17 juillet 2001    | Barranquilla   | Colombie - Chili | 2-0             | Copa América 2001 (gr. A)                                                        |
| 27 | 7 novembre 2001    | Bogota         | Colombie - Chili | 3-1             | Tours préliminaires à la Coupe du monde de football 2002 : zone Amérique du Sud  |
| 28 | 5 septembre 2004   | Santiago       | Chili - Colombie | 0-0             | Phase qualificative de la Coupe du monde de football 2006 : zone Amérique du Sud |
| 29 | 8 octobre 2005     | Barranquilla   | Colombie - Chili | 1-1             | Phase qualificative de la Coupe du monde de football 2006 : zone Amérique du Sud |
| 30 | 16 août 2006       | Santiago       | Chili - Colombie | 1-2             | Match amical                                                                     |
| 31 | 10 septembre 2008  | Santiago       | Chili - Colombie | 4-0             | Éliminatoires de la Coupe du monde de football 2010 : zone Amérique du Sud       |
| 32 | 10 octobre 2009    | Medellín       | Colombie - Chili | 2-4             | Éliminatoires de la Coupe du monde de football 2010 : zone Amérique du Sud       |
| 33 | 29 mars 2011       | La Haye        | Chili - Colombie | 2-0             | Match amical                                                                     |
| 34 | 11 septembre 2012  | Santiago       | Chili - Colombie | 1-3             | Éliminatoires de la Coupe du monde de football 2014 : zone Amérique du Sud       |
| 35 | 11 octobre 2013    | Barranquilla   | Colombie - Chili | 3-3             | Éliminatoires de la Coupe du monde de football 2014 : zone Amérique du Sud       |
| 36 | 12 novembre 2015   | Santiago       | Chili - Colombie | 1-1             | Éliminatoires de la Coupe du monde de football 2018 : zone Amérique du Sud       |
| 37 | 22 juin 2016       | Chicago        | Colombie - Chili | 0-2             | Copa América Centenario (demi-finale)                                            |
| 38 | 11 novembre 2016   | Barranquilla   | Colombie - Chili | 0-0             | Éliminatoires de la Coupe du monde de football 2018 : zone Amérique du Sud       |
| 39 | 28 juin 2019       | São Paulo      | Colombie - Chili | 0-0 (tab : 4-5) | Copa América 2019 (quart de finale)                                              |
| 40 | 12 octobre 2019    | Alicante       | Chili - Colombie | 0-0             | Match amical                                                                     |
| 41 | 13 octobre 2020    | Santiago       | Chili - Colombie | 2-2             | Éliminatoires de la Coupe du monde de football 2022 : zone Amérique du Sud       |
| 42 | 9 septembre 2021   | Barranquilla   | Colombie - Chili | 3-1             | Éliminatoires de la Coupe du monde de football 2022 : zone Amérique du Sud       |
| 43 | 12 septembre 2023  | Santiago       | Chili - Colombie | 0-0             | Éliminatoires de la Coupe du monde de football 2026 : zone Amérique du Sud       |
| 44 | 15 Octobre 2024    | Barranquilla   | Colombie - Chili | 4-0             | Éliminatoires de la Coupe du monde de football 2026 : zone Amérique du Sud       |

#### Bilan
Au 23 octobre 2024 :
- Total de matchs disputés : 44
- Victoires de la Colombie : 19
- Victoires du Chili : 17
- Matchs nuls : 17
- Total de buts marqués par la Colombie : 59
- Total de buts marqués par le Chili : 70

### Chine
Confrontations entre la Chine et la Colombie
|   | Date             | Lieu      | Match            | Score | Compétition  |
| - | ---------------- | --------- | ---------------- | ----- | ------------ |
| 1 | 26 octobre 1995  | Pékin     | Chine - Colombie | 2-1   | Match amical |
| 2 | 14 novembre 2017 | Chongqing | Chine - Colombie | 0-4   | Match amical |

#### Bilan
- Total de matchs disputés : 2
- Victoires de l'équipe de Chine : 1
- Victoires de l'équipe de Colombie : 1
- Matchs nuls : 0

### Costa Rica

#### Confrontations
Confrontations entre le Costa Rica et la Colombie en matchs officiels.
|    | Date               | Lieu                    | Match                 | Score | Compétition                                   |
| -- | ------------------ | ----------------------- | --------------------- | ----- | --------------------------------------------- |
| 1  | 18 février 1938    | Panama                  | Costa Rica - Colombie | 2-1   | Jeux d'Amérique centrale et des Caraïbes 1938 |
| 2  | 18 décembre 1946   | Barranquilla            | Colombie - Costa Rica | 4-1   | Jeux d'Amérique centrale et des Caraïbes 1946 |
| 3  | 1er septembre 1963 | Bogota                  | Colombie - Costa Rica | 4-5   | Match amical                                  |
| 4  | 4 septembre 1963   | Cali                    | Colombie - Costa Rica | 1-0   | Match amical                                  |
| 5  | 25 juin 1991       | San José                | Costa Rica - Colombie | 0-1   | Match amical                                  |
| 6  | 31 mars 1993       | Medellín                | Colombie - Costa Rica | 4-1   | Match amical                                  |
| 7  | 16 juin 1997       | Santa Cruz de la Sierra | Colombie - Costa Rica | 4-1   | Copa América 1997 (gr. C)                     |
| 8  | 9 mai 2002         | San José                | Costa Rica - Colombie | 1-2   | Match amical                                  |
| 9  | 17 juillet 2004    | Trujillo                | Colombie - Costa Rica | 2-0   | Copa América 2004 (quart de finale)           |
| 10 | 2 juillet 2011     | San Salvador de Jujuy   | Colombie - Costa Rica | 1-0   | Copa América 2011 (gr. A)                     |
| 11 | 6 juin 2015        | Buenos Aires            | Colombie - Costa Rica | 1-0   | Match amical                                  |
| 12 | 12 juin 2016       | Houston                 | Colombie - Costa Rica | 3-2   | Copa América Centenario (gr. A)               |
| 13 | 16 octobre 2018    | Harrison                | Colombie - Costa Rica | 3-1   | Match amical                                  |
| 14 | 28 juin 2024       | Arizona                 | Colombie - Costa Rica | 3-0   | Copa America 2024 (gr. B)                     |

#### Bilan
- Total de matchs disputés : 14
- Victoires de la Colombie : 11
- Victoires du Costa Rica : 3
- Matchs nuls : 0
- Total de buts marqués par la Colombie : 33
- Total de buts marqués par le Costa Rica : 15

### Corée du Sud

#### Confrontations
Confrontations entre la Corée du Sud et la Colombie en matchs officiels.
|   | Date             | Lieu        | Match                   | Score | Compétition  |
| - | ---------------- | ----------- | ----------------------- | ----- | ------------ |
| 1 | 6 février 1994   | Los Angeles | Corée du Sud - Colombie | 2-2   | Match amical |
| 2 | 31 janvier 1995  | Hong Kong   | Corée du Sud - Colombie | 1-0   | Match amical |
| 3 | 23 novembre 1996 | Suwon       | Corée du Sud - Colombie | 4-1   | Match amical |
| 4 | 27 mars 2003     | Pusan       | Corée du Sud - Colombie | 0-0   | Match amical |
| 5 | 15 janvier 2005  | Los Angeles | Colombie - Corée du Sud | 2-1   | Match amical |
| 6 | 10 novembre 2017 | Suwon       | Corée du Sud - Colombie | 2-1   | Match amical |
| 7 | 26 mars 2019     | Séoul       | Corée du Sud - Colombie | 2-1   | Match amical |
| 8 | 24 mars 2023     | Ulsan       | Corée du Sud - Colombie | 2-2   | Match amical |

#### Bilan
- Total de matchs disputés : 8
- Victoires de la Colombie : 3
- Victoires de la Corée du Sud : 6
- Matchs nuls : 3
- Total de buts marqués par la Colombie : 9
- Total de buts marqués par la Corée du Sud : 14

### Côte d'Ivoire
Confrontation entre la Côte d'Ivoire et la Colombie
|   | Date         | Lieu     | Match                    | Score | Compétition                 |
| - | ------------ | -------- | ------------------------ | ----- | --------------------------- |
| 1 | 19 juin 2014 | Brasilia | Colombie - Côte d'Ivoire | 2-1   | Coupe du monde 2014 (gr. C) |

#### Bilan
- Total de matchs disputés : 1
- Victoires de l'équipe de Côte d'Ivoire : 0
- Victoires de l'équipe de Colombie : 1
- Matchs nuls : 0

### Curaçao

#### Confrontations
Confrontations entre Curaçao et la Colombie en matchs officiels.
|   | Date            | Lieu         | Match              | Score | Compétition                                   |
| - | --------------- | ------------ | ------------------ | ----- | --------------------------------------------- |
| 1 | 9 décembre 1946 | Barranquilla | Colombie - Curaçao | 4-2   | Jeux d'Amérique centrale et des Caraïbes 1946 |

#### Bilan
- Total de matchs disputés : 1
- Victoires de la Colombie : 1
- Victoires de Curaçao : 0
- Matchs nuls : 0
- Total de buts marqués par la Colombie : 4
- Total de buts marqués par Curaçao : 2

## E

### Écosse

#### Confrontations
Confrontations entre l'Écosse et la Colombie en matchs officiels.
|   | Date        | Lieu            | Match             | Score | Compétition  |
| - | ----------- | --------------- | ----------------- | ----- | ------------ |
| 1 | 17 mai 1988 | Glasgow         | Écosse - Colombie | 0-0   | Match amical |
| 2 | 29 mai 1996 | Miami           | Écosse - Colombie | 0-1   | Match amical |
| 3 | 23 mai 1998 | East Rutherford | Colombie - Écosse | 2-2   | Match amical |

#### Bilan
- Total de matchs disputés : 3
- Victoires de la Colombie : 1
- Victoires de l'Écosse : 0
- Matchs nuls : 2
- Total de buts marqués par la Colombie : 3
- Total de buts marqués par l'Écosse : 2

### Égypte

#### Confrontations
Confrontations entre l'Égypte et la Colombie en matchs officiels.
|   | Date          | Lieu     | Match             | Score | Compétition  |
| - | ------------- | -------- | ----------------- | ----- | ------------ |
| 1 | 26 mai 1990   | Le Caire | Égypte - Colombie | 1-1   | Match amical |
| 2 | 1er juin 2018 | Bergame  | Égypte - Colombie | 0-0   | Match amical |

#### Bilan
- Total de matchs disputés : 2
- Victoires de la Colombie : 0
- Victoires de l'Égypte : 0
- Matchs nuls : 2
- Total de buts marqués par la Colombie : 1
- Total de buts marqués par l'Égypte : 1

### Émirats arabes unis

#### Confrontations
Confrontations entre les Émirats arabes unis et la Colombie en matchs officiels.
|   | Date        | Lieu    | Match                          | Score | Compétition                 |
| - | ----------- | ------- | ------------------------------ | ----- | --------------------------- |
| 1 | 9 juin 1990 | Bologne | Émirats arabes unis - Colombie | 0-2   | Coupe du monde 1990 (gr. D) |

#### Bilan
- Total de matchs disputés : 1
- Victoires de la Colombie : 1
- Victoires des Émirats arabes unis : 0
- Matchs nuls : 0
- Total de buts marqués par la Colombie : 2
- Total de buts marqués par les Émirats arabes unis : 0

### Équateur

#### Confrontations
Confrontations entre l'Équateur et la Colombie en matchs officiels.
|    | Date             | Lieu            | Match               | Score | Compétition                                                                      |
| -- | ---------------- | --------------- | ------------------- | ----- | -------------------------------------------------------------------------------- |
| 1  | 10 août 1938     | Bogota          | Colombie - Équateur | 1-2   | Match amical                                                                     |
| 2  | 18 février 1945  | Santiago        | Colombie - Équateur | 3-1   | Championnat sud-américain de football de 1945                                    |
| 3  | 4 décembre 1947  | Guayaquil       | Équateur - Colombie | 0-0   | Championnat sud-américain de football de 1947                                    |
| 4  | 3 mai 1949       | Rio de Janeiro  | Colombie - Équateur | 1-4   | Championnat sud-américain de football de 1949                                    |
| 5  | 1er avril 1957   | Lima            | Colombie - Équateur | 4-1   | Championnat sud-américain de football de 1957                                    |
| 6  | 31 mars 1963     | La Paz          | Colombie - Équateur | 3-4   | Championnat sud-américain de football de 1963                                    |
| 7  | 20 juillet 1965  | Barranquilla    | Colombie - Équateur | 0-1   | Tours préliminaires à la Coupe du monde de football 1966 : zone Amérique du Sud  |
| 8  | 25 juillet 1965  | Guayaquil       | Équateur - Colombie | 2-0   | Tours préliminaires à la Coupe du monde de football 1966 : zone Amérique du Sud  |
| 9  | 22 juin 1969     | Guayaquil       | Équateur - Colombie | 4-1   | Match amical                                                                     |
| 10 | 21 juin 1973     | Bogota          | Colombie - Équateur | 1-1   | Tours préliminaires à la Coupe du monde de football 1974 : zone Amérique du Sud  |
| 11 | 28 juin 1973     | Guayaquil       | Équateur - Colombie | 1-1   | Tours préliminaires à la Coupe du monde de football 1974 : zone Amérique du Sud  |
| 12 | 27 juillet 1975  | Quito           | Équateur - Colombie | 1-3   | Copa América 1975 (gr. C)                                                        |
| 13 | 7 août 1975      | Bogota          | Colombie - Équateur | 2-0   | Copa América 1975 (gr. C)                                                        |
| 14 | 16 janvier 1977  | Bogota          | Colombie - Équateur | 0-1   | Match amical                                                                     |
| 15 | 26 janvier 1977  | Quito           | Équateur - Colombie | 4-1   | Match amical                                                                     |
| 16 | 26 juillet 1983  | Quito           | Équateur - Colombie | 0-0   | Match amical                                                                     |
| 17 | 29 juillet 1983  | Bogota          | Colombie - Équateur | 0-0   | Match amical                                                                     |
| 18 | 11 juin 1987     | Medellín        | Colombie - Équateur | 1-0   | Match amical                                                                     |
| 19 | 14 juin 1987     | Guayaquil       | Équateur - Colombie | 3-0   | Match amical                                                                     |
| 20 | 20 août 1989     | Barranquilla    | Colombie - Équateur | 2-0   | Match amical                                                                     |
| 21 | 3 septembre 1989 | Guayaquil       | Équateur - Colombie | 0-0   | Match amical                                                                     |
| 22 | 7 juillet 1991   | Valparaíso      | Colombie - Équateur | 1-0   | Copa América 1991 (gr. B)                                                        |
| 23 | 3 juillet 1993   | Portoviejo      | Équateur - Colombie | 0-1   | Copa América 1993 (match pour la 3e place)                                       |
| 24 | 10 juillet 1995  | Rivera          | Colombie - Équateur | 1-0   | Copa América 1995 (gr. B)                                                        |
| 25 | 9 octobre 1996   | Quito           | Équateur - Colombie | 1-0   | Qualification pour la Coupe du monde 1998 : zone Amérique du Sud                 |
| 26 | 20 juillet 1997  | Barranquilla    | Colombie - Équateur | 1-0   | Qualification pour la Coupe du monde 1998 : zone Amérique du Sud                 |
| 27 | 7 juillet 1999   | Luque           | Colombie - Équateur | 2-1   | Copa América 1999 (gr. C)                                                        |
| 28 | 25 juillet 2000  | Quito           | Équateur - Colombie | 0-0   | Tours préliminaires à la Coupe du monde de football 2002 : zone Amérique du Sud  |
| 29 | 14 juillet 2001  | Barranquilla    | Colombie - Équateur | 1-0   | Copa América 2001 (gr. A)                                                        |
| 30 | 5 septembre 2001 | Bogota          | Colombie - Équateur | 0-0   | Tours préliminaires à la Coupe du monde de football 2002 : zone Amérique du Sud  |
| 31 | 8 juin 2003      | Madrid          | Colombie - Équateur | 0-0   | Match amical                                                                     |
| 32 | 2 juin 2004      | Quito           | Équateur - Colombie | 2-1   | Phase qualificative de la Coupe du monde de football 2006 : zone Amérique du Sud |
| 33 | 8 juin 2005      | Barranquilla    | Colombie - Équateur | 3-0   | Phase qualificative de la Coupe du monde de football 2006 : zone Amérique du Sud |
| 34 | 24 mai 2006      | East Rutherford | Équateur - Colombie | 1-1   | Match amical                                                                     |
| 35 | 23 juin 2007     | Barranquilla    | Colombie - Équateur | 3-1   | Match amical                                                                     |
| 36 | 18 juin 2008     | Quito           | Équateur - Colombie | 0-0   | Éliminatoires de la Coupe du monde de football 2010 : zone Amérique du Sud       |
| 37 | 20 août 2008     | New York        | Équateur - Colombie | 1-0   | Match amical                                                                     |
| 38 | 5 septembre 2009 | Medellín        | Colombie - Équateur | 2-0   | Éliminatoires de la Coupe du monde de football 2010 : zone Amérique du Sud       |
| 39 | 8 octobre 2010   | Harrison        | Colombie - Équateur | 1-0   | Match amical                                                                     |
| 40 | 26 mars 2011     | Madrid          | Colombie - Équateur | 2-0   | Match amical                                                                     |
| 41 | 10 juin 2012     | Quito           | Équateur - Colombie | 1-0   | Éliminatoires de la Coupe du monde de football 2014 : zone Amérique du Sud       |
| 42 | 6 septembre 2013 | Barranquilla    | Colombie - Équateur | 1-0   | Éliminatoires de la Coupe du monde de football 2014 : zone Amérique du Sud       |
| 43 | 29 mars 2016     | Barranquilla    | Colombie - Équateur | 3-1   | Éliminatoires de la Coupe du monde de football 2018 : zone Amérique du Sud       |
| 44 | 28 mars 2017     | Quito           | Équateur - Colombie | 0-2   | Éliminatoires de la Coupe du monde de football 2018 : zone Amérique du Sud       |
| 45 | 19 novembre 2019 | Harrison        | Colombie - Équateur | 1-0   | Match amical                                                                     |
| 46 | 17 novembre 2020 | Quito           | Équateur - Colombie | 6-1   | Éliminatoires de la Coupe du monde de football 2022 : zone Amérique du Sud       |
| 47 | 13 juin 2021     | Cuiabá          | Colombie - Équateur | 1-0   | Copa América (Gr. B)                                                             |
| 48 | 14 octobre 2021  | Barranquilla    | Colombie - Équateur | 0-0   | Éliminatoires de la Coupe du monde de football 2022 : zone Amérique du Sud       |
| 49 | 17 octobre 2023  | Quito           | Équateur - Colombie | 0-0   | Éliminatoires de la Coupe du monde de football 2026 : zone Amérique du Sud       |
| 50 | 19 Novembre 2024 | Barranquilla    | Colombie - Équateur | 0-1   | Éliminatoires de la Coupe du monde de football 2026 : zone Amérique du Sud       |

#### Bilan
- Total de matchs disputés : 50
- Victoires de la Colombie : 22
- Victoires de l'Équateur : 20
- Matchs nuls : 13
- Total de buts marqués par la Colombie : 52
- Total de buts marqués par l'Équateur : 46

### Espagne
Confrontations entre la Colombie et l'Espagne
|   | Date           | Lieu    | Match              | Score | Compétition  |
| - | -------------- | ------- | ------------------ | ----- | ------------ |
| 1 | 2 juillet 1981 | Bogota  | Colombie - Espagne | 1-1   | Match amical |
| 2 | 9 février 2011 | Madrid  | Espagne - Colombie | 1-0   | Match amical |
| 3 | 7 juin 2017    | Murcie  | Espagne - Colombie | 2-2   | Match amical |
| 4 | 22 mars 2024   | Londres | Espagne - Colombie | 0-1   | Match amical |

#### Bilan
- Total de matchs disputés : 4
- Victoires de l'équipe de Colombie : 4
- Matchs nuls : 2
- Victoires de l'équipe d'Espagne : 3

### États-Unis

#### Confrontations
Confrontations entre les États-Unis et la Colombie en matchs officiels.
|    | Date             | Lieu            | Match                 | Score           | Compétition                                      |
| -- | ---------------- | --------------- | --------------------- | --------------- | ------------------------------------------------ |
| 1  | 5 février 1961   | Bogota          | Colombie - États-Unis | 2-0             | Match amical                                     |
| 2  | 11 octobre 1984  | Los Angeles     | États-Unis - Colombie | 1-0             | Match amical                                     |
| 3  | 14 mai 1988      | Fort Lauderdale | États-Unis - Colombie | 0-2             | Match amical                                     |
| 4  | 24 juin 1989     | Miami           | États-Unis - Colombie | 0-1             | Match amical                                     |
| 5  | 4 février 1990   | Miami           | États-Unis - Colombie | 1-1 (tab : 9-8) | Tournoi amical                                   |
| 6  | 22 avril 1990    | Miami           | États-Unis - Colombie | 0-1             | Match amical                                     |
| 7  | 31 juillet 1992  | Los Angeles     | États-Unis - Colombie | 0-1             | Match amical                                     |
| 8  | 8 mai 1993       | Miami           | États-Unis - Colombie | 1-2             | Match amical                                     |
| 9  | 2 mars 1994      | Los Angeles     | États-Unis - Colombie | 2-1             | Coupe du monde 1994 (gr. A)                      |
| 10 | 25 juin 1995     | Piscataway      | États-Unis - Colombie | 0-0             | US Cup 1995                                      |
| 11 | 22 juillet 1995  | Maldonado       | Colombie - États-Unis | 4-1             | Copa América 1995 (match pour la 3e place)       |
| 12 | 19 février 2000  | Miami           | États-Unis - Colombie | 2-2 (tab : 2-1) | Gold Cup 2000 (quart de finale)                  |
| 13 | 3 février 2001   | Miami           | États-Unis - Colombie | 0-1             | Match amical                                     |
| 14 | 9 mars 2005      | Fullerton       | États-Unis - Colombie | 3-0             | Match amical                                     |
| 15 | 5 juillet 2007   | Barquisimeto    | Colombie - États-Unis | 1-0             | Copa América 2007 (gr. C)                        |
| 16 | 12 octobre 2010  | Chester         | États-Unis - Colombie | 0-0             | Match amical                                     |
| 17 | 14 novembre 2014 | Londres         | Colombie - États-Unis | 2-1             | Match amical                                     |
| 18 | 3 juin 2016      | Santa Clara     | États-Unis - Colombie | 0-2             | Copa América Centenario (gr. A)                  |
| 19 | 25 juin 2016     | Glendale        | États-Unis - Colombie | 0-2             | Copa América Centenario (match pour la 3e place) |
| 20 | 11 octobre 2018  | Tampa           | États-Unis - Colombie | 2-4             | Match amical                                     |
| 21 | 28 janvier 2023  | Carson          | États-Unis - Colombie | 0-0             | Match amical                                     |
| 22 | 8 juin 2023      | Landover        | États-Unis - Colombie | 1-5             | Match amical                                     |

#### Bilan
Au 12 juin 2024 :
- Total de matchs disputés : 22
- Victoires de la Colombie : 18
- Victoires des États-Unis : 4
- Matchs nuls : 5
- Total de buts marqués par la Colombie : 33
- Total de buts marqués par les États-Unis : 15

## F

### Finlande
Confrontations entre la Colombie et la Finlande
| Date        | Lieu     | Match               | Score | Compétition  |
| ----------- | -------- | ------------------- | ----- | ------------ |
| 19 mai 1988 | Helsinki | Finlande - Colombie | 1-3   | Match amical |

#### Bilan
- Total de matchs disputés : 1
- Victoires de l'équipe de Colombie : 1
- Victoires de l'équipe de Finlande : 0
- Matchs nuls : 0

### France
Confrontations entre la Colombie et la France
|   | Date         | Lieu        | Match             | Score | Compétition                              |
| - | ------------ | ----------- | ----------------- | ----- | ---------------------------------------- |
| 1 | 18 juin 1972 | Salvador    | France - Colombie | 3-2   | Coupe de l'Indépendance du Brésil        |
| 2 | 18 juin 2003 | Lyon        | France - Colombie | 1-0   | Coupe des confédérations 2003 (groupe A) |
| 3 | 3 juin 2008  | Saint-Denis | France - Colombie | 1-0   | Match amical                             |
| 4 | 23 mars 2018 | Saint-Denis | France - Colombie | 2-3   | Match amical                             |

Bilan
- Total de matchs disputés : 4
- Victoires de l'équipe de France : 3
- Matchs nuls : 0
- Victoires de l'équipe de Colombie : 1
- Total de buts marqués par l'équipe de France : 7
- Total de buts marqués par  l'équipe de Colombie : 5

## G

### Grèce
Confrontations entre la Colombie et la Grèce
|   | Date         | Lieu           | Match            | Score | Compétition                    |
| - | ------------ | -------------- | ---------------- | ----- | ------------------------------ |
| 1 | 5 juin 1994  | New York       | Colombie - Grèce | 2-0   | Match amical                   |
| 2 | 14 juin 2014 | Belo Horizonte | Colombie - Grèce | 3-0   | Coupe du monde 2014 (groupe C) |

#### Bilan
- Total de matchs disputés : 2
- Victoires de l'équipe de Colombie : 2
- Victoires de l'équipe de Grèce : 0
- Matchs nuls : 0

### Guatemala

#### Confrontations
Confrontations entre le Guatemala et la Colombie en matchs officiels.
|   | Date              | Lieu         | Match                | Score | Compétition                                   |
| - | ----------------- | ------------ | -------------------- | ----- | --------------------------------------------- |
| 1 | 14 décembre 1946  | Barranquilla | Colombie - Guatemala | 4-2   | Jeux d'Amérique centrale et des Caraïbes 1946 |
| 2 | 27 février 1950   | Guatemala    | Guatemala - Colombie | 2-1   | Match amical                                  |
| 3 | 17 juillet 2003   | Miami        | Colombie - Guatemala | 1-1   | Gold Cup 2003 (gr. B)                         |
| 4 | 17 janvier 2005   | Los Angeles  | Colombie - Guatemala | 1-1   | Match amical                                  |
| 5 | 6 février 2013    | Miami        | Colombie - Guatemala | 4-1   | Match amical                                  |
| 6 | 24 septembre 2022 | Harrison     | Colombie - Guatemala | 4-1   | Match amical                                  |

#### Bilan
- Total de matchs disputés : 6
- Victoires de la Colombie : 6
- Victoires du Guatemala : 2
- Matchs nuls : 2
- Total de buts marqués par la Colombie : 17
- Total de buts marqués par le Guatemala : 8

## H

### Haïti

#### Confrontations
Confrontations entre Haïti et la Colombie en matchs officiels.
|   | Date            | Lieu           | Match            | Score | Compétition  |
| - | --------------- | -------------- | ---------------- | ----- | ------------ |
| 1 | 27 mai 1973     | Port-au-Prince | Haïti - Colombie | 4-2   | Match amical |
| 2 | 29 mai 1973     | Port-au-Prince | Haïti - Colombie | 2-1   | Match amical |
| 3 | 27 juin 1989    | Miami          | Colombie - Haïti | 4-0   | Match amical |
| 4 | 11 février 2009 | Pereira        | Colombie - Haïti | 2-0   | Match amical |
| 5 | 27 mai 2016     | Miami          | Colombie - Haïti | 3-1   | Match amical |

#### Bilan
Au 19 août 2018 :
- Total de matchs disputés : 5
- Victoires de la Colombie : 4
- Victoires d'Haïti : 1
- Matchs nuls : 0
- Total de buts marqués par la Colombie : 12
- Total de buts marqués par Haïti : 4

### Honduras

#### Confrontations
Confrontations entre le Honduras et la Colombie en matchs officiels.
|    | Date              | Lieu            | Match               | Score | Compétition                     |
| -- | ----------------- | --------------- | ------------------- | ----- | ------------------------------- |
| 1  | 10 mars 1950      | Guatemala       | Honduras - Colombie | 2-0   | Match amical                    |
| 5  | 6 mars 1996       | Miami           | Colombie - Honduras | 2-1   | Match amical                    |
| 6  | 1er novembre 1996 | New York        | Colombie - Honduras | 2-1   | Match amical                    |
| 7  | 16 février 2000   | Miami           | Honduras - Colombie | 2-0   | Gold Cup 2000 (gr. A)           |
| 8  | 26 juillet 2001   | Manizales       | Colombie - Honduras | 2-0   | Copa América 2001 (demi-finale) |
| 9  | 20 novembre 2002  | San Pedro Sula  | Honduras - Colombie | 1-0   | Match amical                    |
| 10 | 30 avril 2003     | Miami           | Colombie - Honduras | 0-0   | Match amical                    |
| 11 | 18 février 2004   | Tegucigalpa     | Honduras - Colombie | 0-0   | Match amical                    |
| 12 | 10 juillet 2005   | Miami           | Honduras - Colombie | 2-1   | Gold Cup 2005 (gr. A)           |
| 13 | 26 mars 2008      | Fort Lauderdale | Honduras - Colombie | 2-1   | Match amical                    |
| 14 | 3 septembre 2011  | Harrison        | Colombie - Honduras | 2-0   | Match amical                    |
| 15 | 16 janvier 2022   | Fort Lauderdale | Colombie - Honduras | 2-1   | Match amical                    |

#### Bilan
- Total de matchs disputés : 15
- Victoires de la Colombie : 6
- Victoires du Honduras : 6
- Matchs nuls : 2
- Total de buts marqués par la Colombie : 13
- Total de buts marqués par le Honduras : 13

### Hongrie
Confrontations entre la Colombie et la Hongrie.
|   | Date        | Lieu     | Match              | Score | Compétition  |
| - | ----------- | -------- | ------------------ | ----- | ------------ |
| 1 | 2 juin 1990 | Budapest | Hongrie - Colombie | 3-1   | Match amical |

#### Bilan
- Total de matchs disputés : 1
- Victoires de l'équipe de Colombie : 0
- Victoires de l'équipe de Hongrie : 1
- Matchs nuls : 0

## I

### Irak

#### Confrontations
Confrontations entre l'Irak et l'Colombie :
|   | Date         | Lieu    | Match           | Score | Compétition  |
| - | ------------ | ------- | --------------- | ----- | ------------ |
| 1 | 16 juin 2023 | Valence | Colombie - Irak | 1-0   | Match amical |

#### Bilan
- Total de matchs disputés : 1
- Victoires de la Colombie : 1
- Victoires de l'Irak : 0
- Matchs nuls : 0
- Total de buts marqués par la Colombie : 1
- Total de buts marqués par l'Irak : 0

### Irlande

#### Confrontations
Confrontations entre l'Irlande et la Colombie en matchs officiels.
|   | Date        | Lieu    | Match              | Score | Compétition  |
| - | ----------- | ------- | ------------------ | ----- | ------------ |
| 1 | 29 mai 2008 | Londres | Irlande - Colombie | 1-0   | Match amical |

#### Bilan
- Total de matchs disputés : 1
- Victoires de la Colombie : 0
- Victoires de l'Irlande : 1
- Matchs nuls : 0
- Total de buts marqués par la Colombie : 0
- Total de buts marqués par l'Irlande : 1

### Irlande du Nord

#### Confrontations
Confrontations entre l'Irlande du Nord et la Colombie en matchs officiels.
|   | Date        | Lieu       | Match                      | Score | Compétition  |
| - | ----------- | ---------- | -------------------------- | ----- | ------------ |
| 1 | 3 juin 1994 | Foxborough | Colombie - Irlande du Nord | 2-0   | Match amical |

#### Bilan
- Total de matchs disputés : 1
- Victoires de la Colombie : 1
- Victoires de l'Irlande du Nord : 0
- Matchs nuls : 0
- Total de buts marqués par la Colombie : 2
- Total de buts marqués par l'Irlande du Nord : 0

### Israël

#### Confrontations
Confrontations entre Israël et la Colombie en matchs officiels.
|   | Date            | Lieu         | Match             | Score | Compétition                                                        |
| - | --------------- | ------------ | ----------------- | ----- | ------------------------------------------------------------------ |
| 1 | 15 octobre 1989 | Barranquilla | Colombie - Israël | 1-0   | Tours préliminaires à la Coupe du monde de football 1990 (barrage) |
| 2 | 30 octobre 1989 | Ramat Gan    | Israël - Colombie | 0-0   | Tours préliminaires à la Coupe du monde de football 1990 (barrage) |

#### Bilan
- Total de matchs disputés : 2
- Victoires de la Colombie : 1
- Victoires d'Israël : 0
- Matchs nuls : 1
- Total de buts marqués par la Colombie : 1
- Total de buts marqués par Israël : 0

## J

### Jamaïque

#### Confrontations
Confrontations entre la Jamaïque et la Colombie en matchs officiels.
|   | Date             | Lieu            | Match               | Score | Compétition           |
| - | ---------------- | --------------- | ------------------- | ----- | --------------------- |
| 1 | 6 août 1997      | Kingston        | Jamaïque - Colombie | 1-0   | Match amical          |
| 2 | 12 février 2000  | Miami           | Colombie - Jamaïque | 1-0   | Gold Cup 2000 (gr. A) |
| 3 | 27 mai 2000      | New York        | Colombie - Jamaïque | 3-0   | Match amical          |
| 4 | 13 juillet 2003  | Miami           | Jamaïque - Colombie | 0-1   | Gold Cup 2003 (gr. B) |
| 5 | 6 septembre 2011 | Fort Lauderdale | Colombie - Jamaïque | 2-0   | Match amical          |

#### Bilan
- Total de matchs disputés : 5
- Victoires de la Colombie : 4
- Victoires de la Jamaïque : 1
- Matchs nuls : 0
- Total de buts marqués par la Colombie : 7
- Total de buts marqués par la Jamaïque : 1

### Japon
Confrontations entre la Colombie et le Japon
|   | Date         | Lieu          | Match            | Score | Compétition                              |
| - | ------------ | ------------- | ---------------- | ----- | ---------------------------------------- |
| 1 | 22 juin 2003 | Saint-Étienne | Japon - Colombie | 0-1   | Coupe des confédérations 2003 (Groupe B) |
| 2 | 5 juin 2007  | Saitama       | Japon - Colombie | 0-0   | Match amical                             |
| 3 | 24 juin 2014 | Cuiabá        | Japon - Colombie | 1-4   | Coupe du monde 2014 (Groupe C)           |
| 4 | 19 juin 2018 | Saransk       | Colombie - Japon | 1-2   | Coupe du monde 2018 (Groupe H)           |
| 5 | 22 mars 2019 | Yokohama      | Japon - Colombie | 0-1   | Match amical                             |
| 6 | 28 mars 2023 | Osaka         | Japon - Colombie | 1-2   | Match amical                             |

#### Bilan
- Total de matchs disputés : 6
- Victoires de l'équipe de Colombie : 5
- Victoires de l'équipe du Japon : 2
- Matchs nuls : 1

## K

### Koweït

#### Confrontations
Confrontations entre le Koweït et la Colombie en matchs officiels.
|   | Date        | Lieu      | Match             | Score | Compétition  |
| - | ----------- | --------- | ----------------- | ----- | ------------ |
| 1 | 3 mars 2015 | Abou Dabi | Koweït - Colombie | 1-3   | Match amical |

#### Bilan
- Total de matchs disputés : 1
- Victoires de la Colombie : 1
- Victoires du Koweït : 0
- Matchs nuls : 0
- Total de buts marqués par la Colombie : 3
- Total de buts marqués par le Koweït : 1

## L

### Liberia

#### Confrontations
Confrontations entre le Liberia et la Colombie en matchs officiels.
|   | Date        | Lieu     | Match              | Score | Compétition  |
| - | ----------- | -------- | ------------------ | ----- | ------------ |
| 1 | 4 août 2011 | New York | Liberia - Colombie | 1-2   | Match amical |

#### Bilan
- Total de matchs disputés : 1
- Victoires de la Colombie : 1
- Victoires du Liberia : 0
- Matchs nuls : 0
- Total de buts marqués par la Colombie : 2
- Total de buts marqués par le Liberia : 1

## M

### Maroc
Confrontations entre la Colombie et le Maroc
|   | Date        | Lieu      | Match            | Score | Compétition  |
| - | ----------- | --------- | ---------------- | ----- | ------------ |
| 1 | 4 juin 2006 | Barcelone | Colombie - Maroc | 2-0   | Match amical |

#### Bilan
- Total de matchs disputés : 1
- Victoires de l'équipe de Colombie : 1 (100 %)
- Victoires de l'équipe du Maroc : 0 (0 %)
- Matchs nuls : 0 (0 %)

### Mexique

#### Confrontations
Confrontations entre le Mexique et la Colombie en matchs officiels.
|    | Date              | Lieu                    | Match              | Score | Compétition                                   |
| -- | ----------------- | ----------------------- | ------------------ | ----- | --------------------------------------------- |
| 1  | 10 février 1938   | Panama                  | Mexique - Colombie | 3-1   | Jeux d'Amérique centrale et des Caraïbes 1938 |
| 2  | 1er avril 1962    | Bogota                  | Colombie - Mexique | 0-1   | Match amical                                  |
| 3  | 4 avril 1962      | Cali                    | Colombie - Mexique | 2-2   | Match amical                                  |
| 4  | 25 avril 1962     | Mexico                  | Mexique - Colombie | 1-0   | Match amical                                  |
| 5  | 16 octobre 1968   | Bogota                  | Colombie - Mexique | 0-1   | Match amical                                  |
| 6  | 4 février 1969    | León                    | Mexique - Colombie | 1-0   | Match amical                                  |
| 7  | 9 octobre 1984    | Los Angeles             | Mexique - Colombie | 1-0   | Match amical                                  |
| 8  | 7 avril 1990      | Los Angeles             | Mexique - Colombie | 2-0   | Match amical                                  |
| 9  | 29 janvier 1991   | León                    | Mexique - Colombie | 0-0   | Match amical                                  |
| 10 | 2 août 1992       | Los Angeles             | Mexique - Colombie | 0-0   | Match amical                                  |
| 11 | 16 juin 1993      | Machala                 | Colombie - Mexique | 2-1   | Copa América 1993 (gr. C)                     |
| 12 | 2 mars 1994       | Mexico                  | Mexique - Colombie | 0-0   | Match amical                                  |
| 13 | 21 juin 1995      | Washington              | Mexique - Colombie | 0-0   | US Cup 1995                                   |
| 14 | 29 novembre 1995  | Los Angeles             | Mexique - Colombie | 2-2   | Match amical                                  |
| 15 | 13 juin 1997      | Santa Cruz de la Sierra | Mexique - Colombie | 2-1   | Copa América 1997 (gr. C)                     |
| 16 | 20 octobre 1999   | San Diego               | Mexique - Colombie | 0-0   | Match amical                                  |
| 17 | 31 janvier 2001   | Los Angeles             | Mexique - Colombie | 2-3   | Match amical                                  |
| 18 | 29 juillet 2001   | Bogota                  | Colombie - Mexique | 1-0   | Copa América 2001 (finale)                    |
| 19 | 12 mai 2002       | Mexico                  | Mexique - Colombie | 2-1   | Match amical                                  |
| 20 | 12 février 2003   | Mexico                  | Mexique - Colombie | 0-0   | Match amical                                  |
| 21 | 20 février 2005   | Culiacán                | Mexique - Colombie | 1-1   | Match amical                                  |
| 22 | 17 juillet 2005   | Houston                 | Mexique - Colombie | 1-2   | Gold Cup 2005 (quart de finale)               |
| 23 | 22 août 2007      | Commerce City           | Mexique - Colombie | 1-0   | Match amical                                  |
| 24 | 30 septembre 2009 | Dallas                  | Mexique - Colombie | 1-2   | Match amical                                  |
| 25 | 7 septembre 2010  | Monterrey               | Mexique - Colombie | 1-0   | Match amical                                  |
| 26 | 29 février 2012   | Miami                   | Mexique - Colombie | 0-2   | Match amical                                  |
| 27 | 27 septembre 2022 | Santa Clara             | Mexique - Colombie | 2-3   | Match amical                                  |
| 28 | 16 décembre 2023  | Los Angeles             | Mexique - Colombie | 2-3   | Match amical                                  |

#### Bilan
Au 2 janvier 2024 :
- Total de matchs disputés : 28
- Victoires de la Colombie : 13
- Victoires du Mexique : 14
- Matchs nuls : 9
- Total de buts marqués par la Colombie : 27
- Total de buts marqués par le Mexique : 29

### Monténégro
Confrontations entre le Monténégro et la Colombie
|   | Date        | Lieu      | Match                 | Score | Compétition  |
| - | ----------- | --------- | --------------------- | ----- | ------------ |
| 1 | 3 juin 2007 | Matsumoto | Colombie - Monténégro | 1-0   | Match amical |

#### Bilan
- Total de matchs disputés : 1
- Victoires de l'équipe du Monténégro : 0
- Victoires de l'équipe de Colombie : 1
- Match nul : 0

## N

### Nigeria

#### Confrontations
Confrontations entre le Nigeria et la Colombie en matchs officiels.
|   | Date             | Lieu          | Match              | Score | Compétition  |
| - | ---------------- | ------------- | ------------------ | ----- | ------------ |
| 1 | 17 avril 1994    | Armenia       | Colombie - Nigeria | 1-0   | Match amical |
| 2 | 17 juin 1995     | Piscataway    | Colombie - Nigeria | 1-0   | US Cup 1995  |
| 3 | 19 novembre 2008 | Cali          | Colombie - Nigeria | 1-0   | Match amical |
| 4 | 30 mai 2010      | Milton Keynes | Colombie - Nigeria | 1-1   | Match amical |

#### Bilan
- Total de matchs disputés : 4
- Victoires de la Colombie : 3
- Victoires du Nigeria : 0
- Matchs nuls : 1
- Total de buts marqués par la Colombie : 4
- Total de buts marqués par le Nigeria : 1

### Norvège

#### Confrontations
Confrontations entre la Norvège et la Colombie en matchs officiels.
|   | Date           | Lieu | Match              | Score | Compétition  |
| - | -------------- | ---- | ------------------ | ----- | ------------ |
| 1 | 8 octobre 1997 | Oslo | Norvège - Colombie | 0-0   | Match amical |

#### Bilan
- Total de matchs disputés : 1
- Victoires de la Colombie : 0
- Victoires de la Norvège : 0
- Matchs nuls : 1
- Total de buts marqués par la Colombie : 0
- Total de buts marqués par la Norvège : 0

### Nouvelle-Zélande
Confrontations entre la Colombie et la Nouvelle-Zélande
|   | Date         | Lieu | Match                       | Score | Compétition                              |
| - | ------------ | ---- | --------------------------- | ----- | ---------------------------------------- |
| 1 | 20 juin 2003 | Lyon | Colombie - Nouvelle-Zélande | 3-1   | Coupe des confédérations 2003 (Groupe A) |

#### Bilan
- Total de matchs disputés : 1
- Victoire de l'équipe de Colombie : 1
- Victoire de l'équipe de Nouvelle-Zélande : 0
- Match nul : 0

## P

### Panama

#### Confrontations
Confrontations entre le Panama et la Colombie en matchs officiels.
|   | Date             | Lieu            | Match             | Score | Compétition                                   |
| - | ---------------- | --------------- | ----------------- | ----- | --------------------------------------------- |
| 1 | 14 février 1938  | Panama          | Panama - Colombie | 2-4   | Jeux d'Amérique centrale et des Caraïbes 1938 |
| 2 | 20 décembre 1946 | Barranquilla    | Colombie - Panama | 2-1   | Jeux d'Amérique centrale et des Caraïbes 1946 |
| 3 | 6 juillet 2005   | Miami           | Colombie - Panama | 0-1   | Gold Cup 2005 (gr. A)                         |
| 4 | 21 juillet 2005  | East Rutherford | Colombie - Panama | 2-3   | Gold Cup 2005 (demi-finale)                   |
| 5 | 9 mai 2007       | Panama          | Panama - Colombie | 0-4   | Match amical                                  |
| 6 | 3 juin 2019      | Bogota          | Colombie - Panama | 3-0   | Match amical                                  |
| 7 | 6 juillet 2024   | Glendale        | Colombie - Panama | 5-0   | Copa América 2024 (quart de finale)           |

#### Bilan
- Total de matchs disputés : 6
- Victoires de la Colombie : 5
- Victoires du Panama : 2
- Matchs nuls : 0
- Total de buts marqués par la Colombie : 20
- Total de buts marqués par le Panama : 7

### Paraguay

#### Confrontations
Confrontations entre le Paraguay et la Colombie en matchs officiels.
|    | Date              | Lieu            | Match               | Score           | Compétition                                                                      |
| -- | ----------------- | --------------- | ------------------- | --------------- | -------------------------------------------------------------------------------- |
| 1  | 20 décembre 1947  | Guayaquil       | Paraguay - Colombie | 2-0             | Championnat sud-américain de football de 1947                                    |
| 2  | 6 avril 1949      | São Paulo       | Paraguay - Colombie | 3-0             | Championnat sud-américain de football de 1949                                    |
| 3  | 20 juin 1957      | Bogota          | Colombie - Paraguay | 2-3             | Tours préliminaires à la Coupe du monde de football 1958 : zone Amérique du Sud  |
| 4  | 23 juin 1957      | Medellín        | Colombie - Paraguay | 1-2             | Match amical                                                                     |
| 5  | 7 juillet 1957    | Asuncion        | Paraguay - Colombie | 3-0             | Tours préliminaires à la Coupe du monde de football 1958 : zone Amérique du Sud  |
| 6  | 20 mars 1963      | Cochabamba      | Colombie - Paraguay | 2-3             | Championnat sud-américain de football de 1963                                    |
| 7  | 10 août 1969      | Bogota          | Colombie - Paraguay | 0-1             | Tours préliminaires à la Coupe du monde de football 1970 : zone Amérique du Sud  |
| 8  | 24 août 1969      | Asuncion        | Paraguay - Colombie | 2-1             | Tours préliminaires à la Coupe du monde de football 1970 : zone Amérique du Sud  |
| 9  | 20 juillet 1975   | Bogota          | Colombie - Paraguay | 1-0             | Copa América 1975 (gr. C)                                                        |
| 10 | 30 juillet 1975   | Asuncion        | Paraguay - Colombie | 0-1             | Copa América 1975 (gr. C)                                                        |
| 11 | 24 février 1977   | Bogota          | Colombie - Paraguay | 0-1             | Tours préliminaires à la Coupe du monde de football 1978 : zone Amérique du Sud  |
| 12 | 6 mars 1977       | Asuncion        | Paraguay - Colombie | 1-1             | Tours préliminaires à la Coupe du monde de football 1978 : zone Amérique du Sud  |
| 13 | 15 mars 1981      | Asuncion        | Paraguay - Colombie | 0-2             | Match amical                                                                     |
| 14 | 28 février 1985   | Asuncion        | Paraguay - Colombie | 0-3             | Match amical                                                                     |
| 15 | 17 avril 1985     | Pereira         | Colombie - Paraguay | 2-0             | Match amical                                                                     |
| 16 | 19 avril 1985     | Bogota          | Colombie - Paraguay | 2-2             | Match amical                                                                     |
| 17 | 27 octobre 1985   | Asuncion        | Paraguay - Colombie | 3-0             | Tours préliminaires à la Coupe du monde de football 1986 : zone Amérique du Sud  |
| 18 | 3 novembre 1985   | Cali            | Colombie - Paraguay | 2-1             | Tours préliminaires à la Coupe du monde de football 1986 : zone Amérique du Sud  |
| 19 | 5 juillet 1987    | Rosario         | Colombie - Paraguay | 3-0             | Copa América 1987 (gr. C)                                                        |
| 20 | 5 juillet 1989    | Salvador        | Paraguay - Colombie | 1-0             | Copa América 1989 (gr. A)                                                        |
| 21 | 27 août 1989      | Asuncion        | Paraguay - Colombie | 2-1             | Tours préliminaires à la Coupe du monde de football 1990 : zone Amérique du Sud  |
| 22 | 17 septembre 1989 | Barranquilla    | Colombie - Paraguay | 2-1             | Tours préliminaires à la Coupe du monde de football 1990 : zone Amérique du Sud  |
| 23 | 1er août 1993     | Barranquilla    | Colombie - Paraguay | 0-0             | Tours préliminaires à la Coupe du monde de football 1994 : zone Amérique du Sud  |
| 24 | 22 août 1993      | Asuncion        | Paraguay - Colombie | 1-1             | Tours préliminaires à la Coupe du monde de football 1994 : zone Amérique du Sud  |
| 24 | 16 juillet 1995   | Montevideo      | Colombie - Paraguay | 1-1 (tab : 5-4) | Copa América 1995 (quart de finale)                                              |
| 25 | 20 avril 1996     | Barranquilla    | Colombie - Paraguay | 1-0             | Qualification pour la Coupe du monde 1998 : zone Amérique du Sud                 |
| 26 | 2 avril 1997      | Asuncion        | Paraguay - Colombie | 2-1             | Qualification pour la Coupe du monde 1998 : zone Amérique du Sud                 |
| 27 | 29 mars 1998      | New Haven       | Paraguay - Colombie | 1-1             | Match amical                                                                     |
| 28 | 22 avril 1999     | Luque           | Paraguay - Colombie | 0-2             | Match amical                                                                     |
| 29 | 24 juin 1999      | Asuncion        | Paraguay - Colombie | 2-1             | Match amical                                                                     |
| 30 | 7 octobre 2000    | Bogota          | Colombie - Paraguay | 0-2             | Tours préliminaires à la Coupe du monde de football 2002 : zone Amérique du Sud  |
| 31 | 14 novembre 2001  | Asuncion        | Paraguay - Colombie | 0-4             | Tours préliminaires à la Coupe du monde de football 2002 : zone Amérique du Sud  |
| 32 | 9 octobre 2004    | Barranquilla    | Colombie - Paraguay | 1-1             | Phase qualificative de la Coupe du monde de football 2006 : zone Amérique du Sud |
| 33 | 12 octobre 2005   | Asuncion        | Paraguay - Colombie | 0-1             | Phase qualificative de la Coupe du monde de football 2006 : zone Amérique du Sud |
| 34 | 28 mars 2007      | Bogota          | Colombie - Paraguay | 2-0             | Match amical                                                                     |
| 35 | 28 juin 2007      | Maracaibo       | Paraguay - Colombie | 5-0             | Copa América 2007 (gr. C)                                                        |
| 36 | 12 septembre 2007 | Bogota          | Colombie - Paraguay | 1-0             | Match amical                                                                     |
| 37 | 11 octobre 2008   | Bogota          | Colombie - Paraguay | 0-1             | Éliminatoires de la Coupe du monde de football 2010 : zone Amérique du Sud       |
| 38 | 14 octobre 2009   | Asuncion        | Paraguay - Colombie | 0-2             | Éliminatoires de la Coupe du monde de football 2010 : zone Amérique du Sud       |
| 39 | 12 octobre 2012   | Barranquilla    | Colombie - Paraguay | 2-0             | Éliminatoires de la Coupe du monde de football 2014 : zone Amérique du Sud       |
| 40 | 15 octobre 2013   | Asuncion        | Paraguay - Colombie | 1-2             | Éliminatoires de la Coupe du monde de football 2014 : zone Amérique du Sud       |
| 41 | 7 juin 2016       | Pasadena        | Paraguay - Colombie | 1-2             | Copa América Centenario (gr. A)                                                  |
| 42 | 6 octobre 2016    | Asuncion        | Paraguay - Colombie | 0-1             | Éliminatoires de la Coupe du monde de football 2018 : zone Amérique du Sud       |
| 43 | 5 octobre 2017    | Barranquilla    | Colombie - Paraguay | 1-2             | Éliminatoires de la Coupe du monde de football 2018 : zone Amérique du Sud       |
| 44 | 23 juin 2019      | Salvador        | Colombie - Paraguay | 1-0             | Copa América 2019 (gr. B)                                                        |
| 45 | 5 septembre 2021  | Asuncion        | Paraguay - Colombie | 1-1             | Éliminatoires de la Coupe du monde de football 2022 : zone Amérique du Sud       |
| 46 | 16 novembre 2021  | Barranquilla    | Colombie - Paraguay | 0-0             | Éliminatoires de la Coupe du monde de football 2022 : zone Amérique du Sud       |
| 47 | 19 novembre 2022  | Fort Lauderdale | Colombie - Paraguay | 2-0             | Match amical                                                                     |
| 48 | 21 novembre 2023  | Asuncion        | Paraguay - Colombie | 0-1             | Éliminatoires de la Coupe du monde de football 2026 : zone Amérique du Sud       |
| 49 | 24 juin 2024      | Texas           | Colombie - Paraguay | 2-1             | Copa America 2024 (Groupe D)                                                     |
| 50 | 25 Mars 2025      | Barranquilla    | Colombie - Paraguay | 2-2             | Éliminatoires de la Coupe du monde de football 2026 : zone Amérique du Sud       |

#### Bilan
- Total de matchs disputés : 50
- Victoires de la Colombie : 27
- Victoires du Paraguay : 20
- Matchs nuls : 10
- Total de buts marqués par la Colombie : 61
- Total de buts marqués par le Paraguay : 53

### Pays-Bas

#### Confrontations
Confrontations entre les Pays-Bas et la Colombie en matchs officiels.
|   | Date             | Lieu      | Match               | Score | Compétition  |
| - | ---------------- | --------- | ------------------- | ----- | ------------ |
| 1 | 19 novembre 2013 | Amsterdam | Pays-Bas - Colombie | 0-0   | Match amical |

#### Bilan
- Total de matchs disputés : 1
- Victoires de la Colombie : 0
- Victoires des Pays-Bas : 0
- Matchs nuls : 1
- Total de buts marqués par la Colombie : 0
- Total de buts marqués par les Pays-Bas : 0

### Pérou

#### Confrontations
Confrontations entre le Pérou et la Colombie en matchs officiels.
|    | Date             | Lieu            | Match            | Score           | Compétition                                                                      |
| -- | ---------------- | --------------- | ---------------- | --------------- | -------------------------------------------------------------------------------- |
| 1  | 8 août 1938      | Bogota          | Colombie - Pérou | 2-4             | Jeux bolivariens de 1938                                                         |
| 2  | 23 décembre 1947 | Guayaquil       | Pérou - Colombie | 5-1             | Championnat sud-américain de football de 1947                                    |
| 3  | 10 avril 1949    | Rio de Janeiro  | Pérou - Colombie | 4-0             | Championnat sud-américain de football de 1949                                    |
| 4  | 27 mars 1957     | Lima            | Pérou - Colombie | 4-1             | Championnat sud-américain de football de 1957                                    |
| 5  | 30 avril 1961    | Bogota          | Colombie - Pérou | 1-0             | Tours préliminaires à la Coupe du monde de football 1962 : zone Amérique du Sud  |
| 6  | 7 mai 1961       | Lima            | Pérou - Colombie | 1-1             | Tours préliminaires à la Coupe du monde de football 1962 : zone Amérique du Sud  |
| 7  | 24 mars 1963     | La Paz          | Pérou - Colombie | 1-1             | Championnat sud-américain de football de 1963                                    |
| 8  | 8 mai 1969       | Bogota          | Colombie - Pérou | 1-3             | Match amical                                                                     |
| 9  | 18 juin 1969     | Lima            | Pérou - Colombie | 1-1             | Match amical                                                                     |
| 10 | 29 mars 1972     | Bogota          | Colombie - Pérou | 1-1             | Match amical                                                                     |
| 11 | 6 juin 1972      | Lima            | Pérou - Colombie | 0-0             | Match amical                                                                     |
| 12 | 1er juillet 1973 | Lima            | Pérou - Colombie | 3-1             | Match amical                                                                     |
| 13 | 16 octobre 1975  | Bogota          | Colombie - Pérou | 1-0             | Copa América 1975 (finale)                                                       |
| 14 | 22 octobre 1975  | Lima            | Pérou - Colombie | 2-0             | Copa América 1975 (finale)                                                       |
| 15 | 28 octobre 1975  | Caracas         | Colombie - Pérou | 0-1             | Copa América 1975 (finale)                                                       |
| 16 | 18 juillet 1979  | Lima            | Pérou - Colombie | 0-1             | Match amical                                                                     |
| 17 | 25 juillet 1979  | Bogota          | Colombie - Pérou | 1-2             | Match amical                                                                     |
| 18 | 26 juillet 1981  | Bogota          | Colombie - Pérou | 1-1             | Tours préliminaires à la Coupe du monde de football 1982 : zone Amérique du Sud  |
| 19 | 16 août 1981     | Lima            | Pérou - Colombie | 2-0             | Tours préliminaires à la Coupe du monde de football 1982 : zone Amérique du Sud  |
| 20 | 17 août 1983     | Lima            | Pérou - Colombie | 1-0             | Copa América 1983 (gr. C)                                                        |
| 21 | 28 août 1983     | Bogota          | Colombie - Pérou | 2-2             | Copa América 1983 (gr. C)                                                        |
| 22 | 2 août 1984      | Medellín        | Colombie - Pérou | 1-1             | Match amical                                                                     |
| 23 | 9 août 1984      | Lima            | Pérou - Colombie | 0-0             | Match amical                                                                     |
| 24 | 26 mai 1985      | Bogota          | Colombie - Pérou | 1-0             | Tours préliminaires à la Coupe du monde de football 1986 : zone Amérique du Sud  |
| 25 | 9 juin 1985      | Lima            | Pérou - Colombie | 0-0             | Tours préliminaires à la Coupe du monde de football 1986 : zone Amérique du Sud  |
| 26 | 3 février 1989   | Pereira         | Colombie - Pérou | 1-0             | Match amical                                                                     |
| 27 | 9 juillet 1989   | Recife          | Colombie - Pérou | 1-1             | Copa América 1989 (gr. A)                                                        |
| 28 | 8 août 1993      | Lima            | Pérou - Colombie | 0-1             | Tours préliminaires à la Coupe du monde de football 1994 : zone Amérique du Sud  |
| 29 | 29 août 1993     | Barranquilla    | Colombie - Pérou | 4-0             | Tours préliminaires à la Coupe du monde de football 1994 : zone Amérique du Sud  |
| 30 | 3 mai 1994       | Miami           | Colombie - Pérou | 1-0             | Match amical                                                                     |
| 31 | 7 juillet 1995   | Rivera          | Colombie - Pérou | 1-1             | Copa América 1995 (gr. B)                                                        |
| 32 | 2 juin 1996      | Lima            | Pérou - Colombie | 1-1             | Qualification pour la Coupe du monde 1998 : zone Amérique du Sud                 |
| 33 | 30 avril 1997    | Barranquilla    | Pérou - Colombie | 0-1             | Qualification pour la Coupe du monde 1998 : zone Amérique du Sud                 |
| 34 | 24 août 1997     | Lima            | Pérou - Colombie | 2-1             | Match amical                                                                     |
| 35 | 17 juin 1999     | Manizales       | Colombie - Pérou | 3-3             | Match amical                                                                     |
| 36 | 23 février 2000  | San Diego       | Colombie - Pérou | 2-1             | Gold Cup 2000 (demi-finale)                                                      |
| 37 | 19 juillet 2000  | Lima            | Pérou - Colombie | 0-1             | Tours préliminaires à la Coupe du monde de football 2002 : zone Amérique du Sud  |
| 38 | 23 juillet 2001  | Armenia         | Colombie - Pérou | 3-0             | Copa América 2001 (quart de finale)                                              |
| 39 | 16 août 2001     | Bogota          | Colombie - Pérou | 0-1             | Tours préliminaires à la Coupe du monde de football 2002 : zone Amérique du Sud  |
| 40 | 31 mars 2004     | Lima            | Pérou - Colombie | 0-2             | Phase qualificative de la Coupe du monde de football 2006 : zone Amérique du Sud |
| 41 | 12 juillet 2004  | Trujillo        | Pérou - Colombie | 2-2             | Copa América 2004 (gr. A)                                                        |
| 42 | 4 juin 2005      | Barranquilla    | Colombie - Pérou | 5-0             | Phase qualificative de la Coupe du monde de football 2006 : zone Amérique du Sud |
| 43 | 8 septembre 2007 | Lima            | Pérou - Colombie | 2-2             | Match amical                                                                     |
| 44 | 14 juin 2008     | Lima            | Pérou - Colombie | 1-1             | Éliminatoires de la Coupe du monde de football 2010 : zone Amérique du Sud       |
| 45 | 10 juin 2009     | Medellín        | Colombie - Pérou | 1-0             | Éliminatoires de la Coupe du monde de football 2010 : zone Amérique du Sud       |
| 46 | 17 novembre 2010 | Bogota          | Colombie - Pérou | 1-1             | Match amical                                                                     |
| 47 | 16 juillet 2011  | Córdoba         | Colombie - Pérou | 0-2             | Copa América 2011 (quart de finale)                                              |
| 48 | 3 juin 2012      | Lima            | Pérou - Colombie | 0-1             | Éliminatoires de la Coupe du monde de football 2014 : zone Amérique du Sud       |
| 49 | 11 juin 2013     | Barranquilla    | Colombie - Pérou | 2-0             | Éliminatoires de la Coupe du monde de football 2014 : zone Amérique du Sud       |
| 50 | 21 juin 2015     | Temuco          | Colombie - Pérou | 0-0             | Copa América 2015 (gr. C)                                                        |
| 51 | 8 septembre 2015 | Harrison        | Colombie - Pérou | 1-1             | Match amical                                                                     |
| 52 | 8 octobre 2015   | Barranquilla    | Colombie - Pérou | 2-0             | Éliminatoires de la Coupe du monde de football 2018 : zone Amérique du Sud       |
| 53 | 17 juin 2016     | East Rutherford | Colombie - Pérou | 0-0 (tab : 4-2) | Copa América Centenario (quart de finale)                                        |
| 54 | 10 octobre 2017  | Lima            | Pérou - Colombie | 1-1             | Éliminatoires de la Coupe du monde de football 2018 : zone Amérique du Sud       |
| 55 | 9 juin 2019      | Lima            | Pérou - Colombie | 0-3             | Match amical                                                                     |
| 56 | 15 novembre 2019 | Miami Gardens   | Pérou - Colombie | 0-1             | Match amical                                                                     |
| 57 | 3 juin 2021      | Lima            | Pérou - Colombie | 0-3             | Éliminatoires de la Coupe du monde de football 2022 : zone Amérique du Sud       |
| 58 | 21 Juin 2021     | Goiânia         | Colombie - Pérou | 1-2             | Copa america 2021                                                                |
| 59 | 10 Juillet 2021  | Brasília        | Colombie - Pérou | 3-2             | Copa america 2021                                                                |
| 60 | 28 Janvier 2022  | Barranquilla    | Colombie - Pérou | 0-1             | Éliminatoires de la Coupe du monde de football 2022 : zone Amérique du Sud       |
| 61 | 5 Septembre 2024 | Lima            | Pérou - Colombie | 1-1             | FIFA 2026 Qualification                                                          |
| 62 | 4 Juin 2025      | Barranquilla    | Colombie - Pérou | 0-0             | FIFA 2026 Qualification                                                          |

#### Bilan
- Total de matchs disputés : 62
- Victoires de la Colombie : 22
- Victoires du Pérou : 18
- Matchs nuls : 23
- Total de buts marqués par la Colombie :69
- Total de buts marqués par le Pérou : 65

### Pologne
Confrontations entre la Colombie et la Pologne
|   | Date            | Lieu     | Match              | Score | Compétition                    |
| - | --------------- | -------- | ------------------ | ----- | ------------------------------ |
| 1 | 9 juillet 1980  | Bogota   | Colombie - Pologne | 1-4   | Match amical                   |
| 2 | 14 février 1983 | Bogota   | Colombie - Pologne | 1-0   | Match amical                   |
| 3 | 17 juillet 1983 | Bogota   | Colombie - Pologne | 1-1   | Match amical                   |
| 4 | 10 février 1985 | Bogota   | Colombie - Pologne | 1-2   | Match amical                   |
| 5 | 14 février 1985 | Cali     | Colombie - Pologne | 1-0   | Match amical                   |
| 6 | 4 mai 1990      | New York | Pologne - Colombie | 1-2   | Match amical                   |
| 7 | 30 mai 2006     | Chorzów  | Pologne - Colombie | 1-2   | Match amical                   |
| 8 | 24 juin 2018    | Kazan    | Pologne - Colombie | 0-3   | Coupe du monde 2018 (Groupe H) |

#### Bilan
- Total de matchs disputés : 8
- Victoires de l'équipe de Pologne : 2
- Victoires de l'équipe de Colombie : 5
- Matchs nuls : 1
- Total de buts marqués par la Colombie : 12
- Total de buts marqués par la Pologne : 9

### Porto Rico

#### Confrontations
Confrontations entre Porto Rico et la Colombie en matchs officiels.
|   | Date             | Lieu         | Match                 | Score | Compétition                                   |
| - | ---------------- | ------------ | --------------------- | ----- | --------------------------------------------- |
| 1 | 16 décembre 1946 | Barranquilla | Colombie - Porto Rico | 4-1   | Jeux d'Amérique centrale et des Caraïbes 1946 |

#### Bilan
- Total de matchs disputés : 1
- Victoires de la Colombie : 1
- Victoires de Porto Rico : 0
- Matchs nuls : 0
- Total de buts marqués par la Colombie : 4
- Total de buts marqués par Porto Rico : 1

## Q

### Qatar

#### Confrontations
Confrontations entre le Qatar et la Colombie en matchs officiels.
|   | Date         | Lieu      | Match            | Score | Compétition               |
| - | ------------ | --------- | ---------------- | ----- | ------------------------- |
| 1 | 19 juin 2019 | São Paulo | Colombie - Qatar | 1-0   | Copa América 2019 (gr. B) |

#### Bilan
Au 22 juin 2019 :
- Total de matchs disputés : 1
- Victoires de la Colombie : 1
- Matchs nuls : 0
- Victoires du Qatar : 0
- Total de buts marqués par la Colombie : 1
- Total de buts marqués par le Qatar : 0

## R

### Roumanie
Confrontations entre la Colombie et la Roumanie
|   | Date         | Lieu        | Match               | Score | Compétition                    |
| - | ------------ | ----------- | ------------------- | ----- | ------------------------------ |
| 1 | 18 juin 1994 | Los Angeles | Colombie - Roumanie | 1-3   | Coupe du monde 1994 (Groupe A) |
| 2 | 15 juin 1998 | Lyon        | Roumanie - Colombie | 1-0   | Coupe du monde 1998 (Groupe G) |
| 3 | 27 mai 2006  | Chicago     | Roumanie - Colombie | 0-0   | Match amical                   |
| 4 | 26 mars 2024 | Madrid      | Colombie - Roumanie | 3-2   | Match amical                   |

#### Bilan
- Total de matchs disputés : 4
- Victoires de l'équipe de Colombie : 3
- Victoires de l'équipe de Roumanie : 4
- Matchs nuls : 1

### Russie et URSS
Confrontations entre la Colombie et la Russie
|   | Date            | Lieu        | Match           | Score | Compétition         |
| - | --------------- | ----------- | --------------- | ----- | ------------------- |
| 1 | 3 juin 1962     | Arica       | Colombie - URSS | 4-4   | Coupe du monde 1962 |
| 2 | 20 février 1969 | Bogota      | Colombie - URSS | 1-3   | Match amical        |
| 3 | 20 février 1990 | Los Angeles | Colombie - URSS | 0-0   | Tournoi amical      |

#### Bilan
- Total de matchs disputés : 3
- Victoires de l'équipe de Russie : 1
- Victoires de l'équipe de Colombie : 0
- Matchs nuls : 2

## S

### Salvador

#### Confrontations
Confrontations entre le Salvador et la Colombie en matchs officiels.
|   | Date             | Lieu       | Match               | Score | Compétition                                   |
| - | ---------------- | ---------- | ------------------- | ----- | --------------------------------------------- |
| 1 | 21 février 1938  | Panama     | Salvador - Colombie | 2-3   | Jeux d'Amérique centrale et des Caraïbes 1938 |
| 2 | 5 mai 1994       | Miami      | Colombie - Salvador | 3-0   | Match amical                                  |
| 3 | 7 septembre 1997 | New York   | Colombie - Salvador | 2-2   | Match amical                                  |
| 4 | 29 mai 1999      | New York   | Colombie - Salvador | 1-2   | Match amical                                  |
| 5 | 28 avril 2004    | Washington | Colombie - Salvador | 2-0   | Match amical                                  |
| 6 | 7 août 2009      | Houston    | Colombie - Salvador | 2-1   | Match amical                                  |
| 7 | 10 octobre 2014  | Harrison   | Colombie - Salvador | 3-0   | Match amical                                  |

#### Bilan
- Total de matchs disputés : 7
- Victoires de la Colombie : 5
- Victoires du Salvador : 1
- Matchs nuls : 1
- Total de buts marqués par la Colombie : 16
- Total de buts marqués par le Salvador : 7

### Sénégal
Confrontations entre la Colombie et le Sénégal
|   | Date         | Lieu         | Match              | Score | Compétition                    |
| - | ------------ | ------------ | ------------------ | ----- | ------------------------------ |
| 1 | 25 juin 2011 | Medellín     | Colombie - Sénégal | 2-0   | Match amical                   |
| 2 | 31 mai 2014  | Buenos Aires | Colombie - Sénégal | 2-2   | Match amical                   |
| 3 | 28 juin 2018 | Samara       | Sénégal - Colombie | 0-1   | Coupe du monde 2018 (Groupe H) |

#### Bilan
- Total de matchs disputés : 3
- Victoires de l'équipe du Sénégal : 0
- Victoires de l'équipe de Colombie : 2
- Match nul : 1

### Serbie

#### Confrontations
Confrontations entre la Serbie et la Colombie en matchs officiels.
|   | Date         | Lieu      | Match             | Score | Compétition  |
| - | ------------ | --------- | ----------------- | ----- | ------------ |
| 1 | 14 août 2013 | Barcelone | Serbie - Colombie | 0-1   | Match amical |

#### Bilan
- Total de matchs disputés : 1
- Victoires de la Colombie : 1
- Victoires de la Serbie : 0
- Matchs nuls : 0
- Total de buts marqués par la Colombie : 1
- Total de buts marqués par la Serbie : 0

### Slovaquie

#### Confrontations
Confrontations entre la Slovaquie et la Colombie en matchs officiels.
|   | Date             | Lieu     | Match                | Score | Compétition  |
| - | ---------------- | -------- | -------------------- | ----- | ------------ |
| 1 | 8 février 1997   | Pereira  | Colombie - Slovaquie | 1-0   | Match amical |
| 2 | 20 novembre 1999 | Bogota   | Colombie - Slovaquie | 1-0   | Match amical |
| 3 | 20 août 2003     | New York | Colombie - Slovaquie | 0-0   | Match amical |

#### Bilan
- Total de matchs disputés : 3
- Victoires de la Colombie : 2
- Victoires de la Slovaquie : 0
- Matchs nuls : 1
- Total de buts marqués par la Colombie : 2
- Total de buts marqués par la Slovaquie : 0

### Slovénie

#### Confrontations
Confrontations entre la Slovénie et la Colombie en matchs officiels.
|   | Date             | Lieu      | Match               | Score | Compétition  |
| - | ---------------- | --------- | ------------------- | ----- | ------------ |
| 1 | 18 novembre 2014 | Ljubljana | Slovénie - Colombie | 0-1   | Match amical |

#### Bilan
- Total de matchs disputés : 1
- Victoires de la Colombie : 1
- Victoires de la Slovénie : 0
- Matchs nuls : 0
- Total de buts marqués par la Colombie : 1
- Total de buts marqués par la Slovénie : 0

### Suède

#### Confrontations
Confrontations entre la Suède et la Colombie en matchs officiels.
|   | Date            | Lieu  | Match            | Score | Compétition  |
| - | --------------- | ----- | ---------------- | ----- | ------------ |
| 1 | 5 juin 1991     | Solna | Suède - Colombie | 2-2   | Match amical |
| 2 | 18 février 1994 | Miami | Suède - Colombie | 0-0   | Match amical |

#### Bilan
- Total de matchs disputés : 2
- Victoires de la Colombie : 0
- Victoires de la Suède : 0
- Matchs nuls : 1
- Total de buts marqués par la Colombie : 2
- Total de buts marqués par la Suède : 2

### Suisse
Confrontations entre la Colombie et la Suisse
|   | Date             | Lieu      | Match             | Score | Compétition                                   |
| - | ---------------- | --------- | ----------------- | ----- | --------------------------------------------- |
| 1 | 1er février 1985 | Bogota    | Colombie - Suisse | 2-2   | Match amical                                  |
| 2 | 3 février 1991   | Miami     | Colombie - Suisse | 2-3   | Match amical                                  |
| 3 | 26 juin 1994     | Palo Alto | Suisse - Colombie | 0-2   | Coupe du monde de football de 1994 (1er tour) |
| 4 | 25 mars 2007     | Miami     | Colombie - Suisse | 3-1   | Match amical                                  |

#### Bilan
- Total de matchs disputés : 4
- Victoires de l'équipe de Suisse : 1 (25 %)
- Victoires de l'équipe de Colombie : 2 (50 %)
- Match nul : 1 (25 %)

## T

### Trinité-et-Tobago

#### Confrontations
Confrontations entre Trinité-et-Tobago et la Colombie en matchs officiels.
|   | Date             | Lieu  | Match                        | Score | Compétition           |
| - | ---------------- | ----- | ---------------------------- | ----- | --------------------- |
| 1 | 23 mars 1996     | Neiva | Colombie - Trinité-et-Tobago | 3-0   | Match amical          |
| 2 | 8 septembre 1999 | Miami | Trinité-et-Tobago - Colombie | 4-3   | Match amical          |
| 3 | 12 juillet 2005  | Miami | Colombie - Trinité-et-Tobago | 2-0   | Gold Cup 2005 (gr. A) |

#### Bilan
- Total de matchs disputés : 3
- Victoires de la Colombie : 2
- Victoires de Trinité-et-Tobago : 1
- Matchs nuls : 0
- Total de buts marqués par la Colombie : 8
- Total de buts marqués par Trinité-et-Tobago : 4

### Tunisie
Voici la liste des confrontations entre la Colombie et la Tunisie :
|   | Date         | Lieu        | Match              | Score | Compétition                    |
| - | ------------ | ----------- | ------------------ | ----- | ------------------------------ |
| 1 | 22 juin 1998 | Montpellier | Colombie - Tunisie | 1-0   | Coupe du monde 1998 (Groupe G) |
| 2 | 5 mars 2014  | Barcelone   | Colombie - Tunisie | 1-1   | Match amical                   |

#### Bilan
- Total de matchs disputés : 2
- Victoires de l'équipe de Colombie : 1
- Victoires de l'équipe de Tunisie : 0
- Matchs nuls : 1

### Turquie
Confrontations entre la Colombie et la Turquie
|   | Date         | Lieu          | Match              | Score | Compétition                                            |
| - | ------------ | ------------- | ------------------ | ----- | ------------------------------------------------------ |
| 1 | 28 juin 2003 | Saint-Étienne | Colombie - Turquie | 1-2   | Coupe des confédérations 2003 (Match pour la 3e place) |

#### Bilan
- Total de matchs disputés : 1
- Victoire de l'équipe de Colombie : 0
- Victoire de l'équipe de Turquie : 1
- Match nul : 0

## U

### Uruguay

#### Confrontations
Confrontations entre l'Uruguay et la Colombie en matchs officiels.
|    | Date              | Lieu           | Match              | Score           | Compétition                                                                      |
| -- | ----------------- | -------------- | ------------------ | --------------- | -------------------------------------------------------------------------------- |
| 1  | 28 janvier 1945   | Santiago       | Colombie - Uruguay | 0-7             | Championnat sud-américain de football de 1945                                    |
| 2  | 2 décembre 1947   | Guayaquil      | Colombie - Uruguay | 0-2             | Championnat sud-américain de football de 1947                                    |
| 3  | 25 avril 1949     | São Paulo      | Colombie - Uruguay | 2-2             | Championnat sud-américain de football de 1949                                    |
| 4  | 17 mars 1957      | Lima           | Colombie - Uruguay | 1-0             | Championnat sud-américain de football de 1957                                    |
| 5  | 16 juin 1957      | Bogota         | Colombie - Uruguay | 1-1             | Tours préliminaires à la Coupe du monde de football 1958 : zone Amérique du Sud  |
| 6  | 30 juin 1957      | Montevideo     | Uruguay - Colombie | 1-0             | Tours préliminaires à la Coupe du monde de football 1958 : zone Amérique du Sud  |
| 7  | 30 mai 1962       | Arica          | Uruguay - Colombie | 2-1             | Coupe du monde 1962 (Groupe A)                                                   |
| 8  | 2 juillet 1969    | Cali           | Colombie - Uruguay | 0-1             | Match amical                                                                     |
| 9  | 24 juin 1973      | Bogota         | Colombie - Uruguay | 0-0             | Tours préliminaires à la Coupe du monde de football 1974 : zone Amérique du Sud  |
| 10 | 5 juillet 1973    | Montevideo     | Uruguay - Colombie | 0-1             | Tours préliminaires à la Coupe du monde de football 1974 : zone Amérique du Sud  |
| 11 | 21 septembre 1975 | Bogota         | Colombie - Uruguay | 3-0             | Copa América 1975 (demi-finale)                                                  |
| 12 | 1er octobre 1975  | Montevideo     | Uruguay - Colombie | 1-0             | Copa América 1975 (demi-finale)                                                  |
| 13 | 15 octobre 1976   | Bogota         | Colombie - Uruguay | 1-2             | Match amical                                                                     |
| 14 | 9 août 1981       | Montevideo     | Uruguay - Colombie | 3-2             | Tours préliminaires à la Coupe du monde de football 1982 : zone Amérique du Sud  |
| 15 | 13 septembre 1981 | Bogota         | Colombie - Uruguay | 1-1             | Tours préliminaires à la Coupe du monde de football 1982 : zone Amérique du Sud  |
| 16 | 24 février 1985   | Montevideo     | Uruguay - Colombie | 3-0             | Match amical                                                                     |
| 17 | 28 avril 1985     | Bogota         | Colombie - Uruguay | 2-1             | Match amical                                                                     |
| 18 | 7 août 1988       | Bogota         | Colombie - Uruguay | 2-1             | Match amical                                                                     |
| 19 | 6 août 1989       | Montevideo     | Uruguay - Colombie | 0-0             | Match amical                                                                     |
| 20 | 2 février 1990    | Miami          | Uruguay - Colombie | 2-0             | Match amical                                                                     |
| 21 | 15 juillet 1991   | Viña del Mar   | Uruguay - Colombie | 1-0             | Copa América 1991 (gr. B)                                                        |
| 22 | 3 juillet 1993    | Guayaquil      | Colombie - Uruguay | 1-1 (tab : 5-3) | Copa América 1993 (quart de finale)                                              |
| 23 | 22 mars 1995      | Medellín       | Colombie - Uruguay | 2-1             | Match amical                                                                     |
| 24 | 19 juillet 1995   | Montevideo     | Uruguay - Colombie | 2-0             | Copa América 1995 (demi-finale)                                                  |
| 25 | 7 juillet 1996    | Barranquilla   | Colombie - Uruguay | 3-1             | Qualification pour la Coupe du monde 1998 : zone Amérique du Sud                 |
| 26 | 8 juin 1997       | Montevideo     | Uruguay - Colombie | 1-1             | Qualification pour la Coupe du monde 1998 : zone Amérique du Sud                 |
| 27 | 1er juillet 1999  | Asuncion       | Colombie - Uruguay | 1-0             | Copa América 1999 (gr. C)                                                        |
| 28 | 15 août 2000      | Bogota         | Colombie - Uruguay | 1-0             | Tours préliminaires à la Coupe du monde de football 2002 : zone Amérique du Sud  |
| 29 | 7 octobre 2001    | Montevideo     | Uruguay - Colombie | 1-1             | Tours préliminaires à la Coupe du monde de football 2002 : zone Amérique du Sud  |
| 30 | 6 juin 2004       | Barranquilla   | Colombie - Uruguay | 5-0             | Phase qualificative de la Coupe du monde de football 2006 : zone Amérique du Sud |
| 31 | 24 juillet 2004   | Cuzco          | Colombie - Uruguay | 1-2             | Copa América 2004 (match pour la 3e place)                                       |
| 32 | 4 septembre 2005  | Montevideo     | Uruguay - Colombie | 3-2             | Phase qualificative de la Coupe du monde de football 2006 : zone Amérique du Sud |
| 33 | 7 février 2007    | Cúcuta         | Colombie - Uruguay | 1-3             | Match amical                                                                     |
| 34 | 6 février 2008    | Montevideo     | Uruguay - Colombie | 2-2             | Match amical                                                                     |
| 35 | 6 septembre 2008  | Bogota         | Colombie - Uruguay | 0-1             | Éliminatoires de la Coupe du monde de football 2010 : zone Amérique du Sud       |
| 36 | 9 septembre 2009  | Montevideo     | Uruguay - Colombie | 3-1             | Éliminatoires de la Coupe du monde de football 2010 : zone Amérique du Sud       |
| 37 | 7 septembre 2012  | Barranquilla   | Colombie - Uruguay | 4-0             | Éliminatoires de la Coupe du monde de football 2014 : zone Amérique du Sud       |
| 38 | 10 septembre 2013 | Montevideo     | Uruguay - Colombie | 2-0             | Éliminatoires de la Coupe du monde de football 2014 : zone Amérique du Sud       |
| 39 | 28 juin 2014      | Rio de Janeiro | Colombie - Uruguay | 2-0             | Coupe du monde 2014 (huitième de finale)                                         |
| 40 | 13 octobre 2015   | Montevideo     | Uruguay - Colombie | 1-0             | Éliminatoires de la Coupe du monde de football 2018 : zone Amérique du Sud       |
| 41 | 11 octobre 2016   | Barranquilla   | Colombie - Uruguay | 2-2             | Éliminatoires de la Coupe du monde de football 2018 : zone Amérique du Sud       |
| 42 | 13 novembre 2020  | Barranquilla   | Colombie - Uruguay | 0-3             | Éliminatoires de la Coupe du monde de football 2022 : zone Amérique du Sud       |
| 43 | 4 Juillet 2021    | Brasília       | Uruguay - Colombie | 0-0 (2-4)       | Copa america 2021                                                                |
| 44 | 7 Octobre 2021    | Montevideo     | Uruguay - Colombie | 0-0             | Éliminatoires de la Coupe du monde de football 2022 : zone Amérique du Sud       |
| 45 | 12 Octobre 2023   | Barranquilla   | Colombie - Uruguay | 2-2             | Éliminatoires de la Coupe du monde de football 2026 : zone Amérique du Sud       |
| 46 | 10 Juillet 2024   | Charlotte      | Uruguay - Colombie | 0-1             | Copa América 2024 (Demi-Finale)                                                  |
| 47 | 15 Novembre 2024  | Montevideo     | Uruguay - Colombie | 3-2             | Éliminatoires de la Coupe du monde de football 2026 : zone Amérique du Sud       |

#### Bilan
- Total de matchs disputés : 47
- Victoires de la Colombie : 19
- Victoires de l'Uruguay : 28
- Matchs nuls : 12
- Total de buts marqués par la Colombie : 56
- Total de buts marqués par l'Uruguay : 69

## V

### Venezuela

#### Confrontations
Confrontations entre le Venezuela et la Colombie en matchs officiels.
|    | Date               | Lieu            | Match                | Score | Compétition                                                                      |
| -- | ------------------ | --------------- | -------------------- | ----- | -------------------------------------------------------------------------------- |
| 1  | 23 février 1938    | Panama          | Colombie - Venezuela | 1-2   | Jeux d'Amérique centrale et des Caraïbes 1938                                    |
| 2  | 14 août 1938       | Bogota          | Colombie - Venezuela | 2-0   | Match amical                                                                     |
| 3  | 12 décembre 1946   | Barranquilla    | Colombie - Venezuela | 2-0   | Jeux d'Amérique centrale et des Caraïbes 1946                                    |
| 4  | 27 juillet 1969    | Bogota          | Colombie - Venezuela | 3-0   | Tours préliminaires à la Coupe du monde de football 1970 : zone Amérique du Sud  |
| 5  | 2 août 1969        | Caracas         | Venezuela - Colombie | 1-1   | Tours préliminaires à la Coupe du monde de football 1970 : zone Amérique du Sud  |
| 6  | 3 juin 1972        | Caracas         | Venezuela - Colombie | 2-1   | Match amical                                                                     |
| 7  | 1er août 1979      | San Cristóbal   | Venezuela - Colombie | 0-0   | Copa América 1979 (gr. A)                                                        |
| 8  | 22 août 1979       | Bogota          | Colombie - Venezuela | 4-0   | Copa América 1979 (gr. A)                                                        |
| 9  | 23 juin 1985       | San Cristóbal   | Venezuela - Colombie | 2-2   | Tours préliminaires à la Coupe du monde de football 1986 : zone Amérique du Sud  |
| 10 | 30 juin 1985       | Bogota          | Colombie - Venezuela | 2-0   | Tours préliminaires à la Coupe du monde de football 1986 : zone Amérique du Sud  |
| 11 | 3 juillet 1989     | Salvador        | Colombie - Venezuela | 4-2   | Copa América 1989 (gr. A)                                                        |
| 12 | 24 février 1993    | San Cristóbal   | Venezuela - Colombie | 0-0   | Match amical                                                                     |
| 13 | 21 mai 1993        | Bogota          | Colombie - Venezuela | 1-1   | Match amical                                                                     |
| 14 | 28 janvier 1994    | Barinas         | Venezuela - Colombie | 1-2   | Match amical                                                                     |
| 15 | 15 décembre 1996   | San Cristóbal   | Venezuela - Colombie | 0-2   | Qualification pour la Coupe du monde 1998 : zone Amérique du Sud                 |
| 16 | 10 septembre 1997  | Barranquilla    | Colombie - Venezuela | 1-0   | Qualification pour la Coupe du monde 1998 : zone Amérique du Sud                 |
| 17 | 30 mars 1999       | Maracaibo       | Venezuela - Colombie | 0-0   | Match amical                                                                     |
| 18 | 15 avril 1999      | Caracas         | Venezuela - Colombie | 1-1   | Match amical                                                                     |
| 19 | 4 juin 2000        | Bogota          | Colombie - Venezuela | 3-0   | Tours préliminaires à la Coupe du monde de football 2002 : zone Amérique du Sud  |
| 20 | 24 avril 2001      | San Cristóbal   | Venezuela - Colombie | 2-2   | Tours préliminaires à la Coupe du monde de football 2002 : zone Amérique du Sud  |
| 21 | 11 juillet 2001    | Barranquilla    | Colombie - Venezuela | 2-0   | Copa América 2001 (gr. A)                                                        |
| 22 | 7 mai 2002         | Caracas         | Venezuela - Colombie | 0-0   | Match amical                                                                     |
| 23 | 15 novembre 2003   | Barranquilla    | Colombie - Venezuela | 0-1   | Phase qualificative de la Coupe du monde de football 2006 : zone Amérique du Sud |
| 24 | 6 juillet 2004     | Lima            | Colombie - Venezuela | 1-0   | Copa América 2004 (gr. A)                                                        |
| 25 | 26 mars 2005       | Maracaibo       | Venezuela - Colombie | 0-0   | Phase qualificative de la Coupe du monde de football 2006 : zone Amérique du Sud |
| 26 | 1er mars 2006      | Maracaibo       | Venezuela - Colombie | 1-1   | Match amical                                                                     |
| 27 | 17 novembre 2007   | Bogota          | Colombie - Venezuela | 1-0   | Éliminatoires de la Coupe du monde de football 2010 : zone Amérique du Sud       |
| 28 | 30 avril 2008      | Bucaramanga     | Colombie - Venezuela | 5-2   | Match amical                                                                     |
| 29 | 31 mars 2009       | Puerto Ordaz    | Venezuela - Colombie | 2-0   | Éliminatoires de la Coupe du monde de football 2010 : zone Amérique du Sud       |
| 30 | 12 août 2009       | East Rutherford | Venezuela - Colombie | 2-1   | Match amical                                                                     |
| 31 | 3 septembre 2010   | Puerto La Cruz  | Venezuela - Colombie | 0-2   | Match amical                                                                     |
| 32 | 11 novembre 2011   | Barranquilla    | Colombie - Venezuela | 1-1   | Éliminatoires de la Coupe du monde de football 2014 : zone Amérique du Sud       |
| 33 | 26 mars 2013       | Puerto Ordaz    | Venezuela - Colombie | 1-0   | Éliminatoires de la Coupe du monde de football 2014 : zone Amérique du Sud       |
| 34 | 14 juin 2015       | Rancagua        | Colombie - Venezuela | 0-1   | Copa América 2015 (gr. C)                                                        |
| 35 | 1er septembre 2016 | Barranquilla    | Colombie - Venezuela | 2-0   | Éliminatoires de la Coupe du monde de football 2018 : zone Amérique du Sud       |
| 36 | 31 août 2017       | San Cristóbal   | Venezuela - Colombie | 0-0   | Éliminatoires de la Coupe du monde de football 2018 : zone Amérique du Sud       |
| 37 | 7 septembre 2018   | Miami Gardens   | Venezuela - Colombie | 1-2   | Match amical                                                                     |
| 38 | 10 septembre 2019  | Tampa           | Colombie - Venezuela | 0-0   | Match amical                                                                     |
| 39 | 9 octobre 2020     | Barranquilla    | Colombie - Venezuela | 3-0   | Éliminatoires de la Coupe du monde de football 2022 : zone Amérique du Sud       |
| 40 | 17 Juin 2021       | Goiânia         | Colombia - Venezuela | 0-0   | Copa America 2021                                                                |
| 41 | 29 Mars 2022       | Ciudad Guayana  | Venezuela - Colombie | 0-1   | Éliminatoire Coupe du monde 2022                                                 |
| 42 | 7 Septembre 2023   | Barranquilla    | Colombie - Venezuela | 1-0   | Éliminatoires de la Coupe du monde de football 2026 : zone Amérique du Sud       |
| 43 | 10 decembre 2023   | Fort Lauderdale | Colombie - Venezuela | 1-0   | Match amical                                                                     |

#### Bilan
Au 2 janvier 2024
- Total de matchs disputés : 43
- Victoires de la Colombie : 23
- Victoires du Venezuela : 7
- Matchs nuls : 15
- Total de buts marqués par la Colombie : 58
- Total de buts marqués par le Venezuela : 26

## Y

### Yougoslavie
Confrontations entre la Colombie et la Yougoslavie
|   | Date            | Lieu    | Match                  | Score | Compétition                    |
| - | --------------- | ------- | ---------------------- | ----- | ------------------------------ |
| 1 | 7 juin 1962     | Arica   | Yougoslavie - Colombie | 5-0   | Coupe du monde 1962 (Groupe A) |
| 2 | 30 janvier 1977 | Bogota  | Colombie - Yougoslavie | 0-1   | Match amical                   |
| 3 | 14 juin 1990    | Bologne | Yougoslavie - Colombie | 1-0   | Coupe du monde 1990 (Groupe D) |
| 4 | 25 mars 1998    | Bogota  | Colombie - Yougoslavie | 0-0   | Match amical                   |

#### Bilan
- Total de matchs disputés : 4
- Victoires de l'équipe de Yougoslavie : 3
- Victoires de l'équipe de Colombie : 0
- Matchs nuls : 1